# Universidad Autónoma del Estado de Hidalgo
La Universidad Autónoma del Estado de Hidalgo (UAEH), es una institución pública de educación media superior, superior y de posgrado, ubicada en el estado de Hidalgo, México. La UAEH oferta ciento catorce programas educativos: bachillerato, sesenta y dos licenciaturas, diecisiete especialidades, veintidós maestrías y doce doctorados; con un aproximado promedio de 50 000 alumnos por ciclo académico. La UAEH se ubica como la principal y la más antigua, así como la Máxima Casa de Estudios del Estado de Hidalgo.
La universidad se fundó en Pachuca de Soto el 26 de febrero de 1869, con el nombre de Instituto Literario y Escuela de Artes y Oficios (ILEAO), por iniciativa de un grupo de profesionistas encabezados por Miguel Varela, Marcelino Guerrero, y Agustín Cárdenas, a quienes se les unieron Ignacio Durán y Felipe B. Guerrero. A los pocos días, el gobernador de Hidalgo, Juan C. Doria, lo convirtió en un organismo oficial y lo inauguró el 3 de marzo de 1869. El 20 de mayo de 1890, pasó a ser el Instituto Científico y Literario (ICL). La institución sufrió las consecuencias de la Revolución mexicana, por lo que estuvo a punto de ser clausurada.
El 23 de diciembre de 1921, se le incorporaron otras escuelas, llamándose Universidad de Hidalgo, hasta abril de 1925, año en que recupera el nombre del ICL. El 1 de abril de 1948, el instituto adquirió autonomía universitaria, y se forma el Instituto Científico y Literario Autónomo (ICLA). El 24 de febrero de 1961, la XLIII Legislatura del Congreso de Hidalgo, promulga el Decreto número 23, mediante el cual se creó la Universidad Autónoma del Estado de Hidalgo. El Congreso y el gobernador de Hidalgo, expidieron la prescripción, el cual contiene la Ley Orgánica. El 3 de marzo de 1961, se realiza la ceremonia de instauración en el Salón de Actos Ing. Baltasar Muñoz Lumbier, ubicado en el Edificio central en Pachuca.
La UAEH tiene instalaciones en diecinueve municipios del estado de Hidalgo; su principal sede es el municipio de Pachuca de Soto donde se encuentran sus oficinas centrales y distintos organismos. Además cuenta con instalaciones en Actopan, Apan, Atotonilco de Tula, Huejutla de Reyes, Ixmiquilpan, Lolotla, Mineral de la Reforma, Mineral del Monte, San Agustín Tlaxiaca, San Bartolo Tutotepec, Santiago Tulantepec de Lugo Guerrero, Tepeapulco, Tepeji del Río de Ocampo, Tizayuca, Tlahuelilpan, Tlaxcoapan, Tulancingo de Bravo, y Zimapán.

## Historia

### Antecedentes y fundación

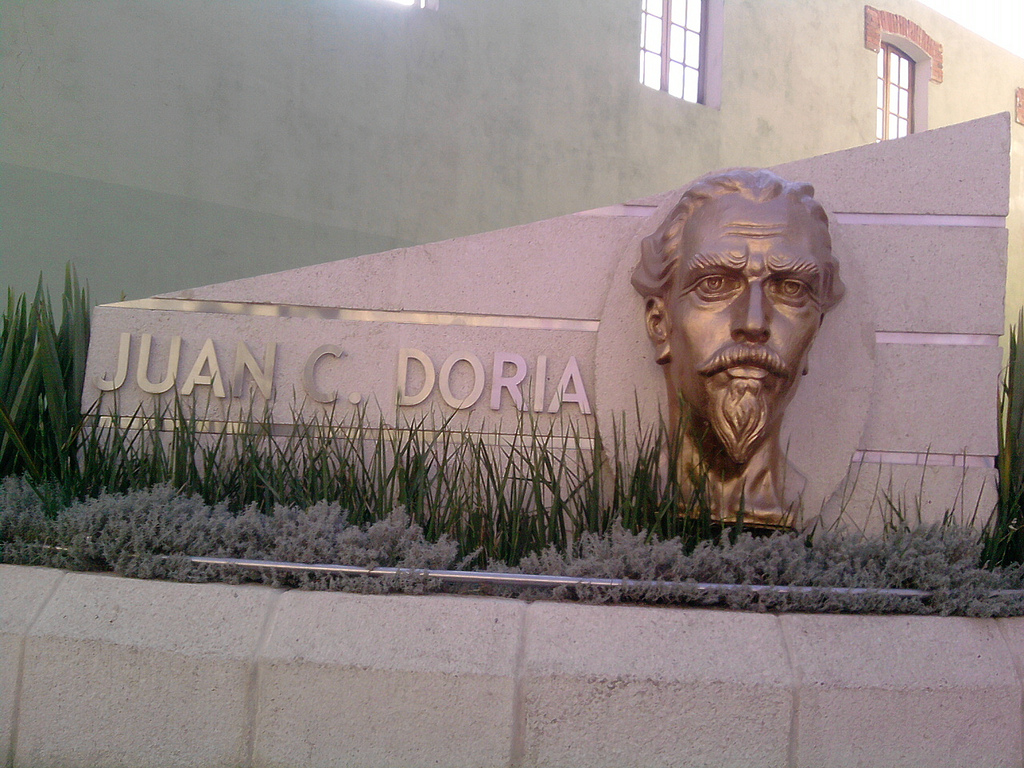
Monumento a Juan C. Doria, durante su gobierno se crea el Instituto Literario y Escuela de Artes y Oficios (ILEAO).

A mediados del siglo XIX, en el territorio de la región norte del estado de México –que luego constituyó el territorio de Hidalgo– solo existían establecimientos para impartir la educación elemental; estos se limitaban a enseñar a leer y escribir, además de la aritmética básica. Si alguna persona radicada tenía el propósito y las posibilidades económicas, para estudiar una carrera profesional, se trasladaba sobre todo al Instituto Literario del Estado de México, en la ciudad de Toluca.
Después de un largo proceso que inició en 1861, y tuvo que ser interrumpido por la Intervención francesa en México y el Segundo Imperio Mexicano; una vez Restaurada la República, el 16 de enero de 1869, se erige el estado de Hidalgo. Nombrando a Juan Crisóstomo Doria, como primer gobernador de Hidalgo, cargo que ostentó de manera provisional.
En la estructura administrativa de la nueva entidad, era necesario tener una institución secundaria y profesional. Ante esta consideración, se constituyó la Sociedad Protectora de la Educación Secundaria. El 4 de febrero de 1869, se realizó la primera reunión de esta sociedad, con Miguel Varela, Marcelino Guerrero, y Agustín Cárdenas, a quienes se les unieron Ignacio Durán y Felipe B. Guerrero. El 25 de febrero de 1869, se designó a la mesa directiva correspondiendo la presidencia a Ignacio Durán, la vicepresidencia a Marcelino Guerrero, y la tesorería a Agustín Cárdenas. Ese mismo día se presentó al gobernador, Juan C. Doria, un documento que señalaba la necesidad de un plantel dedicado a la educación secundaria.
Al día siguiente el 26 de febrero, Cipriano Robert, secretario de Gobierno, respondió a nombre del gobernador y expresaba la satisfacción de este para la fundación de la nueva escuela. Se dictó el acuerdo por el que se crea el Instituto Literario y Escuela de Artes y Oficios (ILEAO); y se le destinó como sede el inmueble del antiguo Hospital de Nuestra Señora de Guadalupe de la Orden Hospitalaria de San Juan de Dios, edificio perteneciente a la Federación por la aplicación de la Ley Lerdo.
El aviso de inscripción a la nueva inscripción se señaló que las clases comenzarían el 3 de marzo de 1869; además en el documento se señalaron las materias impartidas y los profesores de estas; Gramática Latina, Gramática Castellana, Francés, Lógica e Ideología, Geografía, Matemáticas, Dibujo y Escritura; que seían impartidas por Pablo Tellez, Amado Peredo, Ignacio Carrasco, Ignacio Duran, Ignacio Otero, Teodoro Zúñiga, Rodrigo Ramírez, y Lamberto Galván.
Juan C. Doria declaró inaugurados el ILEAO y el primer curso el 3 de marzo de 1869, a las 8:00 p. m., en una ceremonia en el Teatro El Progreso, que se localizaba en la Plaza de las Diligencias, hoy Plaza Independencia. La Sociedad Filarmónica, interpretó la Marcha Zaragoza, de Aniceto Ortega de Villar.

### Instituto Literario y Escuela de Artes y Oficios (ILEAO)

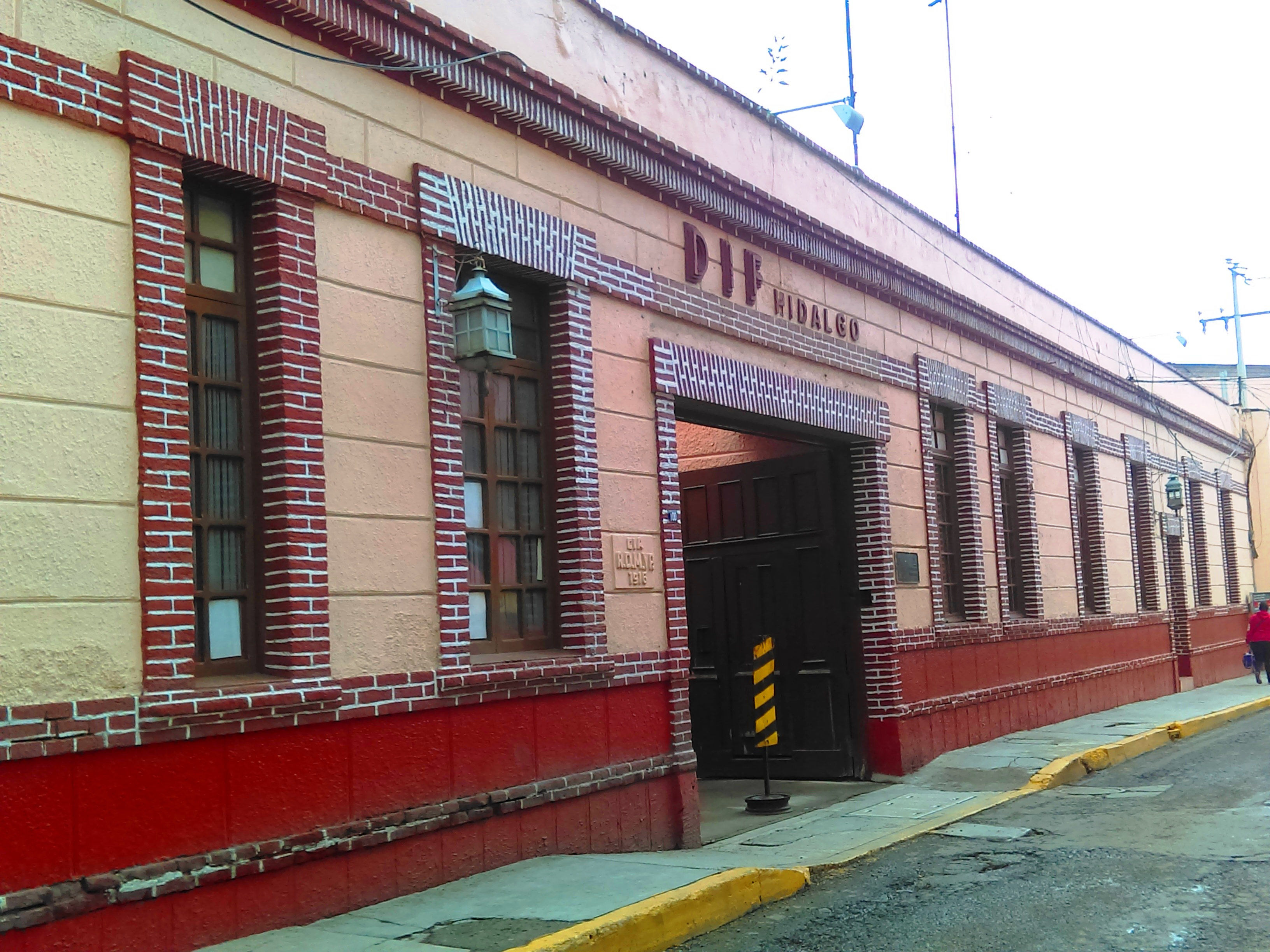
Edificio del DIF Hidalgo, que fuera sede del ILEAO, de 1869 a 1875.

Las clases iniciaron el 8 de marzo de 1869. El nuevo Instituto tendría presencia en el ámbito estatal. Los municipios se obligaban a enviar alumnos becados. Por su parte, los directivos y profesores, ofrecerían sus servicios de manera gratuita hasta que existieran los fondos necesarios para pagarles. Solo cuatro alumnos iniciaron los cursos, Mariano Ramírez, Adalberto Perea, Adalberto Gómez, y Alberto Cardenal. En el transcurso del ciclo escolar se inscribieron 23 alumnos pensionados por los municipios, y ocho más en calidad de supernumerarios; con lo que se alcanzó un total de 35 estudiantes matriculados.
La institución inició con la oferta de estudios preparatorios, que incluían cinco años para este nivel –luego separados en tres de secundaria y dos de ba-chillerato–, y las carreras profesionales de Abogado, Ensayador de Metales, Farmacéutico, Ingeniero en Minas, Ingeniero Metalurgista, Ingeniero Topógrafo, Ingeniero Hidrógrafo, Médico y Notario. En el área de artes y oficios se incluía Carpintería, Carrocería, Dibujo, Música, Sastrería, Talabartería y Zapatería. Las primeras autoridades del Instituto fueron Mariano Navarro, como director; Miguel Varela, subdirector; Ramón Rosales, secretario; y Pablo Cazares, prefecto de estudios.
Con base en el acuerdo de creación, el establecimiento donde se alojaría el ILEAO, no contaba con las condiciones adecuadas; ya que fue utilizado como cuartel militar y quedó deteriorado. Durante los trabajos de mantenimiento y restauración, con cargo al erario público, se arrendó una casa particular en la Plaza de la Excolecturía; hoy la casa es la sede del DIF Hidalgo, y la plaza el Jardín de los Niños Héroes.
En su etapa inicial, el IEAO no tenía una normativa propia, de manera provisional se utilizó, el Reglamento Interior del Instituto Literario del Estado de México, de 1850, y su Ley Orgánica, de 1851. En 1872 fue emitido el Primer Reglamento del ILEAO, elaborado específicamente para la institución. El 5 de mayo de 1875, resueltos los problemas de restauración y adaptación, el viejo hospital se convirtió en la sede del ILEAO.
El Congreso local emitió la primera Ley Orgánica de Instrucción Pública del Estado de Hidalgo en 1878. En ella se establecían estudios preparatorios para las carreras de Ingeniero Topógrafo, Ensayador de Metales, Ingeniero de Minas, Abogado, Médico, y cátedras para el primer año de las carreras profesionales de Jurisprudencia y Medicina. Los planes de estudio eran similares a los de la Escuela Nacional Preparatoria. La Ley Orgánica de Instrucción Pública del Estado de Hidalgo era similar a la Ley Orgánica del Instituto Literario, con excepción de dos puntos: la desaparición de la carrera de Medicina y la incorporación de la carrera de Escribano Público.
Aunque algunas carreras no funcionan completamente, en conformidad con las atribuciones otorgadas al plantel, se pudieron practicar exámenes profesionales, para el reconocimiento de estudios previos y/o prácticas profesionales. Por ejemplo Ángel Casasola y Cortés, examinado el 4 de mayo de 1870, tras obtener el reconocimiento de sus estudios por parte del Congreso de Hidalgo, quien realizó dos exámenes uno frente a Tribunal Superior de Justicia y otro frente a sinodales. De esta manera 20 abogados obtendrían su título, el primero en cursar los estudios completos fue José Asaín, quien concluye el 20 de enero de 1883.
De la misma forma el escribano, Pedro Gil obtuvo su título en 1874 y posteriormente 5 personas más, el primero en cursar de forma completa fue Ricardo Pérez Tagle. En la carrera de Ingeniería de Minas, el primer titulado fue Manuel Cameros y el segundo Baltasar Muñoz Lumbier, ambos lo obtuvieron en 1879. En Medicina, la carrera no funcionaba, pero se realizaron dos exámenes profesionales, por Enrique L. Abogado en 1980, y Enrique Carrera en 1883. En el rubro de profesores docente, mediante el reconocimiento de estudios Isidora D. García, es la primera en 1870. Teodomiro Manzano Campero obtendría su título en 1882.

### Instituto Científico y Literario (ICL)
A finales del siglo XIX hubo la necesidad de reflexionar sobre el estado de la educación en México. Entre 1889 y 1891 se desarrollaron dos congresos nacionales en la Ciudad de México, referente a la educación preparatoria y profesional, se tomó al Positivismo como base ideológica. En Hidalgo las autoridades educativas, la XI Legislatura del Congreso y el gobernador, Rafael Cravioto, decidieron cambiar el rumbo del ILEAO. En 1890 se emitió una nueva Ley Orgánica de Instrucción Pública del Estado de Hidalgo y el segundo Reglamento Interno del ICL, con los cuales se cambiaba el sentido del plantel con el contexto político, económico, social y cultural de México. El 20 de mayo de 1890 el plantel abre sus puertas con el nombre de Instituto Científico y Literario (ICL).
Para hacer realidad los nuevos propósitos, el gobernador, Rafael Cravioto, destinó una importante suma de dinero. Se transformó la apariencia del Edificio central, se arreglaron los jardines, se colocó un reloj en el centro de la fachada y se acondicionaron sus interiores. En 1891 se inició la construcción, y se inauguró la biblioteca. Se adquirieron instrumentos para las clases de Química, Física y Geografía, Topografía. Posteriormente, se compraron objetos y material para la clase de Historia Natural; se incrementó la colección de Mineralogía y Geología; se compraron en París, Francia, 227 aparatos para el Gabinete de Física y varios ejemplares para la clase de Botánica. A finales de 1895 se elaboró la Ley sobre Instrucción Preparatoria y Profesional, expedida por el gobernador interino, Ramón F. Riveroll; las únicas carreras profesionales que continuaron funcionando fueron: Ensayador y Apartador de Metales, Ingeniero Topógrafo e Hidrógrafo, e Ingeniero de Minas y Metalurgista.
El 18 de julio de 1901, se conmemoró la muerte de Benito Juárez con una manifestación pública donde participaron los estudiantes del ICL; la policía de Pachuca disolvió el mitin. El 22 de julio, un grupo de estudiantes inician varios actos de protesta en contra del Jefe Político de Pachuca, Antonio Grande Guerrero, y Eugenio Pacheco, jefe de la Policía municipal. El día 25 de julio, se organizó otra manifestación, la policía volvió a disolver la reunión; en la Plaza de las Diligencias, hoy Plaza Independencia. Los organizadores y policía, acordaron realizar el mitin en un lugar cerrado; para tal efecto se señaló la plaza de toros, adonde se trasladaron. Cuando todo finalizó, algunos de los organizadores fueron encarcelados, e hecho fue consignado y reprobado en el periódico Regeneración.
En 1902 el ICL, contó con un nuevo plan de estudios, la razón obedeció a lo realizado en la Escuela Nacional Preparatoria, que había implantado un nuevo plan de estudios con duración de seis años. El gobernador, Pedro L. Rodríguez, ordenó reformar el plan de estudios para unificarlo con el de México. Se formalizó por medio del decreto 820, emitido por la XVII Legislatura del Congreso de Hidalgo. Para regular la organización escolar, en 1904 se emitió un Reglamento Interno. En 1910 el Periódico Oficial del Estado de Hidalgo, pública una noticia relativa a una sesión académica en la que, el alumno Ismael Pintado, mezcló en su disertación sobre Química Orgánica, frases ofensivas para el gobierno local y contra el profesorado del plantel.
El 20 de noviembre de 1910 inicia la Revolución mexicana, el ICL sufrió las consecuencias de la guerra, pero con la salvedad de que ninguna acción causó daños físicos al edificio o al personal que ahí laboraba. El 28 de julio de 1912, Francisco I. Madero, en calidad de Presidente de México, realiza una visita a la ciudad de Pachuca,  visitando el Teatro Bartolomé de Medina y el ICL.
Por falta de recursos en 1914 el gobernador, Daniel Cerecedo Estrada, intentó clausurar el ICL y la Escuela Normal Benito Juárez. A este hecho se opusieron, Andrés Manning Michel, director del ICL, y Teodomiro Manzano, director de la Normal; evitando que aquella medida se consumara. En 1915 fue creada la Dirección de Instrucción Pública del Estado de Hidalgo, y bajo su jurisdicción quedaron contemplados los estudios preparatorios. En este decreto desaparece el nombre de Instituto Científico y Literario y se le impone el de Colegio Preparatoriano del Estado. Hubo tal oposición al respecto que pronto se le regresó su denominación anterior.

### Universidad de Hidalgo
Como parte del Congreso Constituyente, que promulgó el 5 de febrero de 1917, la Constitución de México, formaron parte los diputados: Alfonso Cravioto Mejorada, Ismael Pintado, Rafael Vega Sánchez y Refugio N. Mercado, egresados del ICL.
Posteriormente se buscó que tanto la cultura como la legalidad, restablecieran el rumbo de las instituciones. El 3 de octubre de 1921 fue creada la Secretaría de Educación Pública y estos ideales influyeron en la toma de decisiones del Gobierno del Estado de Hidalgo. El gobernador, Amado Azuara, encomendó el produccto al director educativo del ICL, Alfredo Cristerna, quien presentó una propuesta de universidad popular.
El 23 de diciembre de 1921, se promulgó el decreto número 50 por la XXVI Legislatura del Congreso de Hidalgo, que establece la Universidad de Hidalgo. Para constituirla se reunieron el Instituto Científico y Literario, la Normal, la Escuela de Comercio, la de Enfermeras, la de Artes y Oficios, la de Jurisprudencia y la de Ingenieros.  Se instituyó al gobernador como el jefe de la Universidad; pero el gobierno interior quedó a cargo de un rector y un Consejo Universitario presidido por el rector, integrado por los secretarios de las escuelas o facultades y el profesorado de estas. La nueva institución iniciará funciones el primero de enero de 1922.
La responsabilidad de rector recayó en, Alfredo Cristerna. La falta de condiciones necesarias, alumnos, y presupuesto, hizo que las intenciones no alcanzaran su cometido. La propuesta de universidad no funcionó y, en abril de 1925, se disolvió el proyecto. El ICL recuperó su nombre y su independencia, al igual que las otras instituciones agrupadas.

### Restitución del ICL

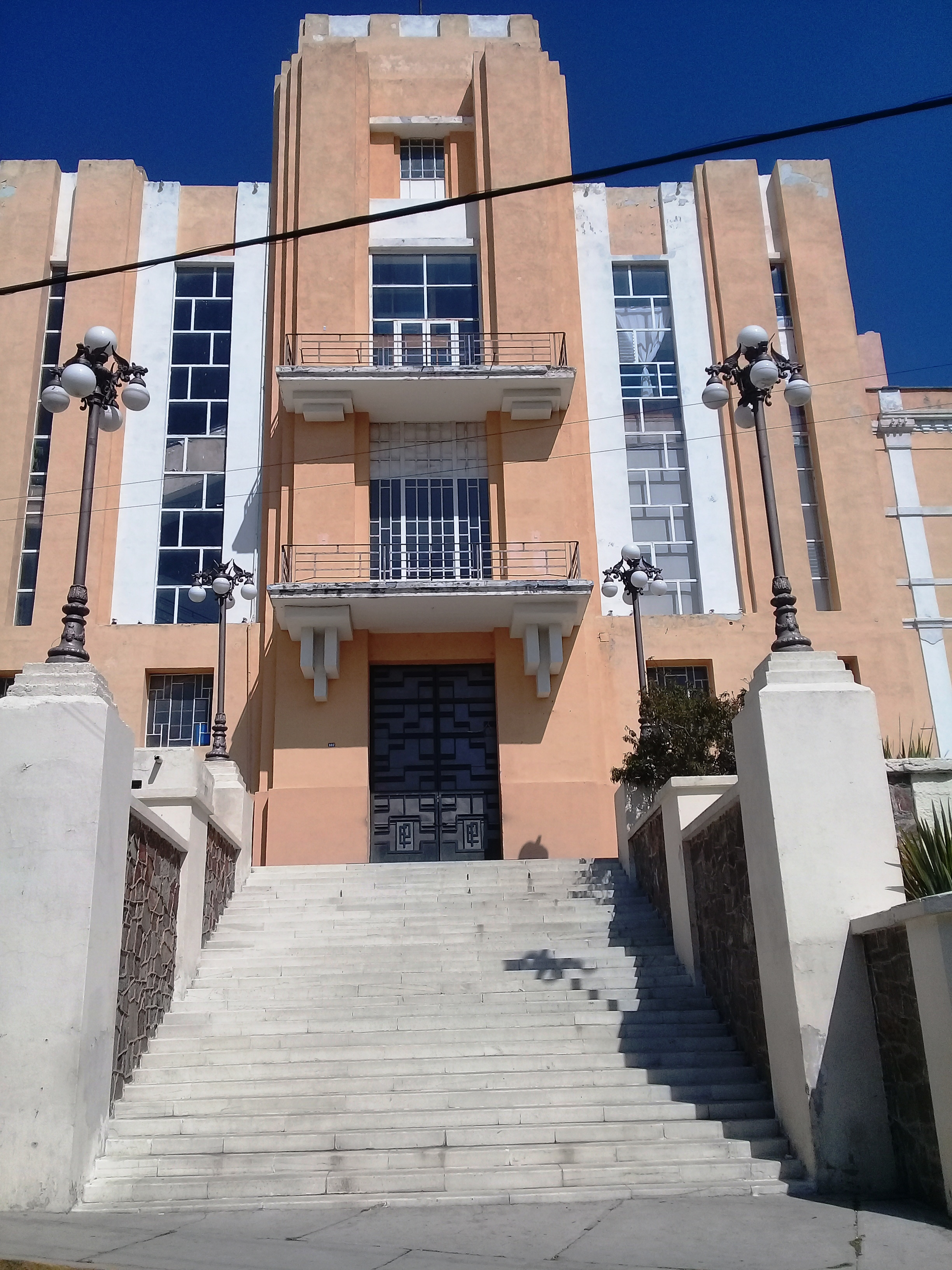
Edificio que fuera sede de la Escuela Politécnica Álvaro Obregón, de 1938 a 1960. para después ser anexado al Edificio Central.

El gobernador, Matías Rodríguez, emitió el decreto número 14, el 6 de julio de 1925, en el que presentaba la propuesta para los niveles educativos de secundaria, preparatoria, educación técnica y normal. Con base en un discurso posrevolucionario, se buscaba cumplir con cuatro cometidos: Incorporar los principios pedagógicos en boga en los países desarrollados; cumplir los postulados de la Revolución Mexicana de educar a las clases populares; resolver los problemas educativos ocasionados por el fracaso de la desaparecida Universidad de Hidalgo; y encaminar nuevamente de manera independiente las escuelas que la habían integrado.
Con la reforma educativa se recuperó el nombre y la dinámica del Instituto Científico y Literario (ICL). En el decreto se publicaba el nuevo plan de estudios, la estructura escolar se dividía en dos ciclos; el primero, con una duración de tres años, correspondía al nivel de secundaria y en él se estudiaba cultura general. El segundo ciclo correspondía a estudios preparatorios, con duración de dos años. Los estudios preparatorios especializados estaban dirigidos a las carreras de Abogacía, Medicina, Ingeniería, Arquitectura, Odontología y Química Farmacéutica.
Entre 1926 y 1929, se duplicó el número de alumnos, que pasó de 238 a 543; en consecuencia, aumentó el de profesores y el presupuesto. El ICL, mantuvo el mismo plan de estudios de la Preparatoria de la Universidad Nacional. Con ello los egresados evitaban problemas de revalidación de estudios y podían ingresar a carreras profesionales. La Universidad Nacional Autónoma de México, consideraba al ICL un equivalente de la Preparatoria.
Por problemas de espacio, la Escuela Normal se instaló de manera temporal en el Edificio central de 1930 a 1936. En 1937 se aplicó un nuevo plan de estudios en el ICL; los estudios se realizaban en dos ciclos: el primero correspondía al nivel de secundaria, regido por los principios de la SEP. El segundo ciclo, referente a los estudios de bachillerato, se realizaba de acuerdo con los programas aprobados por la UNAM. En 1937, se incorporó la Escuela de Enfermería y Obstetricia al ICL. Enfermería se cursaba en dos años y se ingresaba terminando la educación primaria. Para Obstetricia se cursaban las materias de Enfermería, además de cubrir seis meses de prácticas en la sala de maternidad del Hospital Civil.
En los años 1930, durante la administración del gobernador, Bartolomé Vargas Lugo, se acordó construir al sur del edificio del ICL, un nuevo edificio de estilo art decó, para alojar a la Escuela Politécnica Álvaro Obregón,  este edificio se inauguró el 18 de marzo de 1938. Los distintos intereses de los estudiantes de ambos planteles provocaron enfrentamientos. Con el incremento de las inscripciones escolares se propuso aumentar los niveles de enseñanza, los estudios de secundaria y preparatoria, que le habían dado fama y buena imagen. En 1944 las autoridades asumieron la responsabilidad de abrir nuevamente las carreras de Medicina, Derecho e Ingeniería, solo se cursarían los dos primeros años y se concluirían los estudios en la Universidad Nacional Autónoma de México.
La carrera de Derecho inició el curso en 1945, con doce alumnos y lo terminaron solo dos; al siguiente año no hubo alumnos regulares que se inscribieran al primer año, por lo que la carrera fue suspendida. La carrera de Ingeniería pasó por las mismas condiciones y se suspendió en 1946. Los únicos estudios profesionales que permanecieron fueron los de Medicina. En 1945 a la carrera de Medicina se le destinó como cede los altos del Hospital Civil de Pachuca.

### Instituto Científico y Literario Autónomo (ICLA)
El 1 de abril de 1948, el gobernador, Vicente Aguirre del Castillo, mediante el decreto número 1, se le otorga la autonomía, su nueva denominación fue Instituto Científico y Literario Autónomo (ICLA); la Ley Orgánica del ICLA fue publicada el 13 de julio de 1950. En 1952, se reabre la Escuela de Derecho en sus dos primeros años; el lugar para las actividades fue una casa rentada en la calle de Arista, a un costado de la Iglesia de San Francisco en Pachuca. En 1955 se desarrolló una batalla campal, entre los alumnos del ICLA y la Escuela Politécnica Álvaro Obregón, que solo el cuerpo de policías de la ciudad de Pachuca logró controlar. En 1956 se emitió el decreto 104, en el que se reconoció la jubilación del personal administrativo y los catedráticos del ICLA. En 1959 se inaugura la carrera de Trabajo Social.
El 15 de agosto de 1960, se suscitó de nuevo un conflicto entre alumnos del ICLA y los de la Escuela Politécnica Álvaro Obregón, conocido como Poli. Las personas que narraron el suceso, relatan que el problema inició entre un alumno del ICLA y otro del Poli que pretendían a la misma señorita; de ahí derivó un enfrentamiento. Los alumnos del Poli destruyeron parte del techo del corredor y los vidrios de los salones; los alumnos del ICLA penetraron por un muro al edificio del Politécnico invadiendo salones y talleres.
El periódico El Sol de Hidalgo, en su edición del 17 de agosto puso como título, “Condenable pedriza entre el ICLA y el Tecnológico”. Aproximadamente 14 alumnos de esos planteles, fueron a dar al hospital. Las escuelas fueron cerradas, y los directivos de ambas escuelas firmaron, un pacto de honor para liquidar las constantes pugnas, entre los alumnos de esas escuelas. El problema concluyó con el cambio de la Escuela Politécnica, que se trasladó a un edificio construido en lo que hoy es el Jardín de los Hombres Ilustres, en la Plaza Juárez; y el edificio de Abasolo fue entregado por las autoridades al ICLA, y así se anexó al Edificio Central, que instala ahí la carrera de Derecho; así como a un conjunto de talleres y laboratorios.

### Erección de la UAEH
Siendo presidente de México, Adolfo López Mateos, y secretario de Educación Pública, Jaime Torres Bodet, se propusieron distintas iniciativas para impulsar la educación; en educación superior, se impulsó la creación de nuevas universidades en varios estados. Circunstancias tales como, el prestigio académico, el apoyo del Gobierno del Estado de Hidalgo, además de autoridades federales, sentaron las bases para que el ICLA se convirtiera en Universidad. El 24 de febrero de 1961, la XLIII Legislatura del Congreso de Hidalgo, promulgó el decreto número 23, que creaba la Universidad Autónoma del Estado de Hidalgo (UAEH).
La ceremonia de instauración se efectuó en el Salón de Actos Ingeniero Baltasar Muñoz Lumbier del Edificio Central, el 3 de marzo de 1961. Jaime Torres Bodet, en representación del presidente, declaró inaugurada la UAEH. Presidía la sesión Rubén Licona Ruiz, en calidad de primer rector; 30 miembros del primer Consejo Universitario; el decano de la institución, César Becerra Archer; y alumnos de la misma. También asistieron Oswaldo Cravioto Cisneros, gobernador de Hidalgo, los rectores de la Universidad Autónoma del Estado de Morelos, la Universidad Autónoma de San Luis Potosí, la Universidad de Guadalajara, el presidente y el secretario de la Asociación Nacional de Universidades e Instituciones de Educación Superior, el director del Instituto Politécnico Nacional y un representante de la Universidad Nacional Autónoma de México.

### Años 1960 y 1970

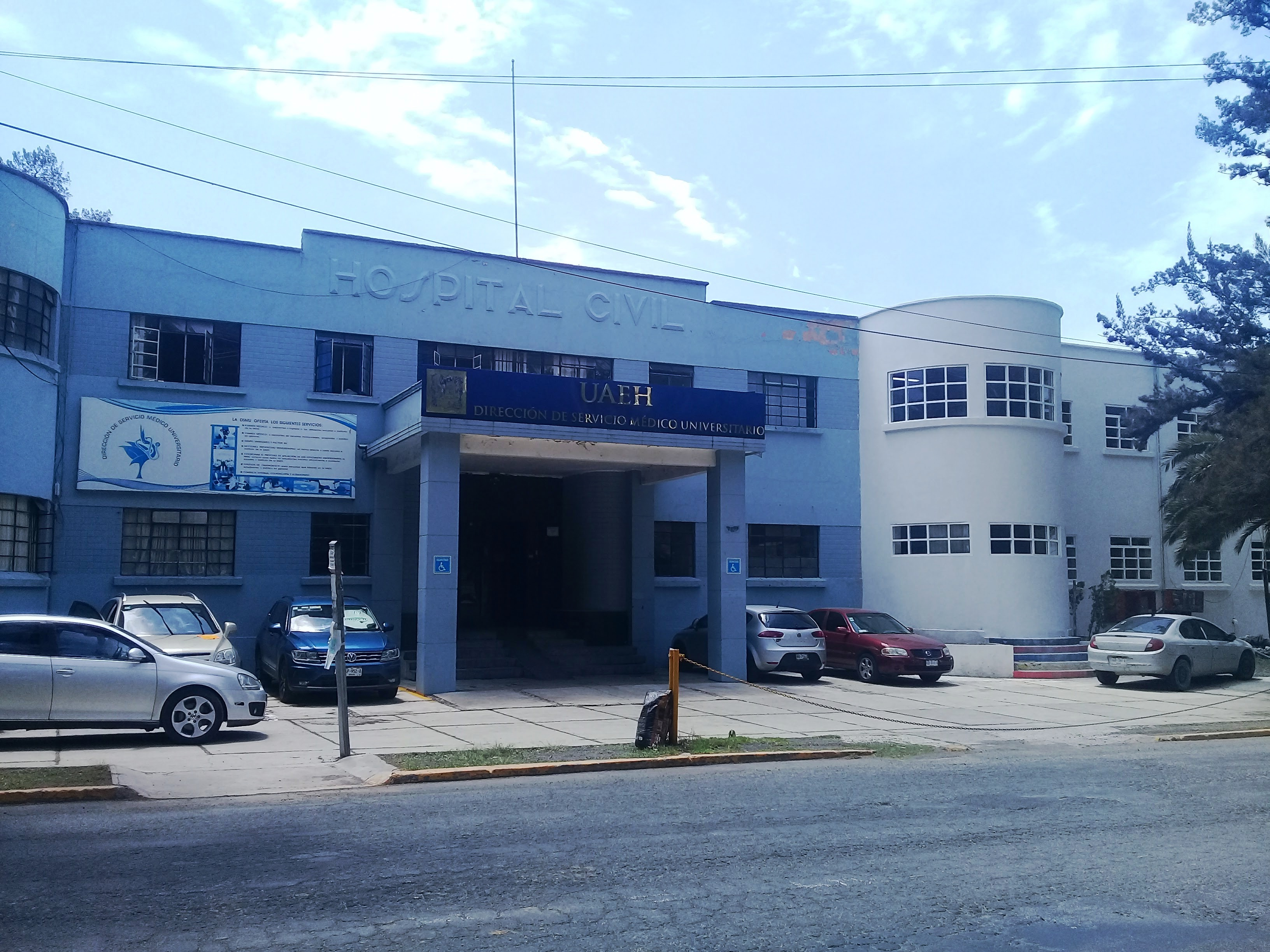
Antiguo Hospital Civil de Pachuca, actual sede de la Dirección de centros Médicos.

Las escuelas de Enfermería y Obstericia de Tula y Tulancingo, y la de Filosofía y Letras, anunciadas en el decreto de creación nunca se abrieron. La Escuela de Enfermería de Pachuca, inauguró el 15 de abril de 1961 nuevas instalaciones, construidas a un costado del Hospital Civil de Pachuca. La Escuela de Ingeniería Industrial se decreto, junto con la UAEH; e inicio sus actividades, el 22 de marzo de 1961. La UAEH contaba con enseñanza secundaria, que pronto fue cancelada pues su impartición ya no correspondía a la de Universidad y dejó de depender de ella en 1963, el Gobierno de Hidalgo, fundó la Secundaria Oficial de Pachuca, actual Secundaria General Número 2 de Pachuca. El 7 de julio de 1964, se aprobó la creación de la carrera de Comercio y Administración a nivel medio superior y los cursos iniciaron en 1965. En 1964 se funda la Federación de Estudiantes Universitarios de Hidalgo (FEUH). En 1965 la carrera de Derecho que se fue desarrollando paulatinamente, se instala de forma completa, sin necesidad de traslado a la UNAM.
El 24 de enero de 1966 la Escuela Preparatoria, cambia su sede del Edificio Central, ubicándose en la Avenida Juárez; las instalaciones fueron inauguradas el 18 de mayo de 1966, en ocasión de la visita que hizo presidente, Gustavo Díaz Ordaz. El 18 de mayo de 1966, se aprueba la creación de una escuela preparatoria en Tulancingo, por lo que la Preparatoria de Pachuca, se le designó como la Escuela Preparatoria Número 1. Y la Preparatoria "José María Lezama", en Tulancingo, se convirtió en la Escuela Preparatoria Número 2.
En septiembre de 1968, Jaime Flores Zúñiga, presidente de la FEUH, recibió a miembros del Consejo Nacional de Huelga. Le propusieron unirse al movimiento estudiantil; la decisión de participar estuvo divida. La huelga trascendió en la Preparatoria 1 y la Escuela de Medicina. Se tiene constancia de tres alumnos que asistieron el 2 de octubre de 1968 a la Plaza de las Tres Culturas: Alfredo Hernández Ramírez, Roberto Meza y José Luis Herrera Godínez. Quienes logran regresar al día siguiente, contando lo ocurrido se levanta la huelga y se volvió a clases.
En 1969 se celebró el centenario de la fundación del Instituto Literario y Escuela de Artes y Oficios, se realizó una ceremonia; y un congreso de cultura a lo largo del año. El 19 de julio de 1969, se autorizó la creación de la Licenciatura en Contaduría Pública. En 1971, se aprueba la creación de la Licenciatura en Administración de Empresas. El 9 de diciembre de 1971, se realizó la ceremonia de la primera piedra, la Ciudad del Conocimiento; en terrenos del rancho El Álamo, Mineral de la Reforma, recibidos en donación por Javier Contreras. La carrera de Medicina, comenzó a funcionar de manera completa desde 1973.
En septiembre de 1974, apareció el esquema de Institutos, el de Ciencias Sociales (ICS) con Derecho; el de Ciencias Exactas (ICE), con Ingeniería Industrial, e Ingeniero Químico, de reciente creación; el de Ciencias Contable Administrativas (ICCA), con Contador Público y Administración de Empresas. En septiembre de 1975, se trasladan a la Ciudad del Conocimiento, el ICS, y la Escuela de Trabajo Social. Al año siguiente se incorporaron el ICE y el ICCA. En noviembre de 1975, se crea la Asociación de Maestros de Medio Tiempo y Tiempo Completo de la Universidad Autónoma de Hidalgo, A.C.
En 1977 la XLIX Legislatura del Congreso de Hidalgo, emitió una nueva Ley Orgánica de la UAEH, la segunda de la institución. La Escuela Preparatoria Número 3, fue inaugurada el 10 de octubre de 1977. El 4 de diciembre de 1979, la Asociación de Maestros de Medio Tiempo y Tiempo Completo de la UAEH, se convirtió en el Sindicato de Personal Académico (SPAUAEH), obteniendo su registro ante la Junta Local de Conciliación y Arbitraje el 7 de enero de 1980. El 7 de diciembre de 1979, se crea el Sindicato Único de Trabajadores y Empleados (SUTEUAEH).

### Años 1980 y 1990

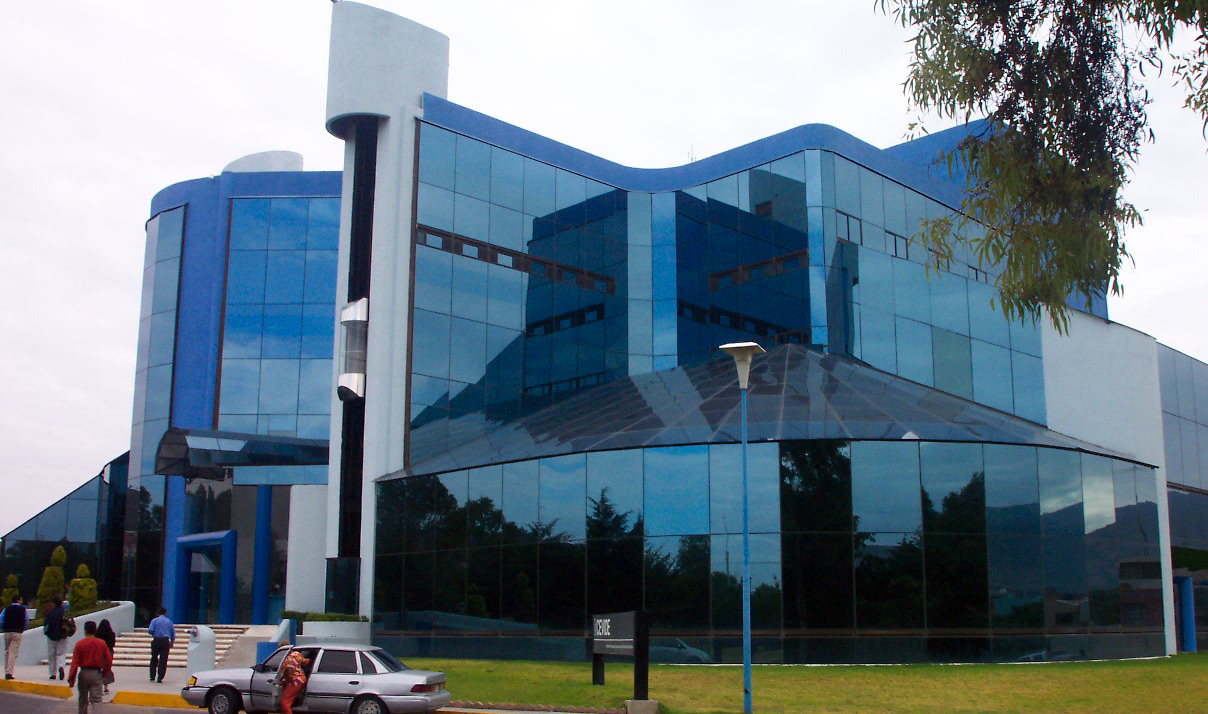
Centro de Vinculación Internacional y Desarrollo Educativo (CEVIDE), inaugurado en 1995, en la Ciudad del Conocimiento.

En el ICS se abrió en 1982 la primera maestría propia de la Universidad, la de Criminalística. La Escuela Preparatoria Número 4, fue inaugurada el 8 de agosto de 1983. Nuevas licenciaturas se ofrecieron a partir de 1984: Computación, Ingeniería Minero Metalúrgica y Química, dentro de un esquema de tronco común con la de Ingeniería Industrial, todo ello en el ICE. Entre 1983 y 1986 el Gobierno de Hidalgo, hizo la donación y el acondicionamiento del Centro de Extensión Universitaria (CEUNI). El 1 de enero de 1984, se inauguró el Aula Magna Alfonso Cravioto.
En agosto de 1986, la Secretaría de Agricultura y Recursos Hidráulicos donó un terreno en los linderos de Tulancingo de Bravo y Santiago Tulantepec de Lugo Guerrero. Posteriormente, se aprobó la creación del Instituto de Ciencias Agropecuarias (ICAP) y la Licenciatura en Ingeniero Agroindustrial, el 10 de diciembre de 1986. Iniciando las actividades académicas, el 18 de enero de 1987. En agosto de 1988, se organizó por primera ocasión la Feria Universitaria del Libro (FUL).  La primera huelga por parte de los sindicatos, fue en la década de los 80, por los años 1987-1988.
En 1993, en el CEUNI se puso en operación el Centro de Cómputo Académico. El 1 de julio de 1993, se inauguró el Centro Cultural Universitario "Doctor Víctor Manuel Ballesteros García". Se incrementó la oferta educativa con las licenciaturas en Economía (1994), Comercio Exterior (1995) y Farmacia (1995). En 1994 con la creación de la licenciatura en Economía, se da origen al cambio de denominación del Instituto Contable Administrativas (ICCA) a Instituto de Ciencias Económico Administrativas (ICEA). En 1995 se inauguró el edificio del Centro de Vinculación Internacional y Desarrollo Educativo (CEVIDE).
A partir de 1996, se realizan los trabajos de construcción de una nueva unidad en la Exhacienda de la Concepción, localidad de San Juan Tilcuautla, San Agustín Tlaxiaca. También durante este periodo se construye una unidad en periferia de la ciudad de Pachuca, sobre la carretera Pachuca-Actopan. En 1997 el Archivo Histórico de la Universidad, fue alojado en la Biblioteca Memorial Leonor Gutiérrez de Samperio. El 29 de agosto de 1997, comenzó sus actividades la Orquesta Sinfónica de la UAEH (OSUAEH).
En 1999 se aprueba el Proyecto de Integración del Instituto de Ciencias de la Salud (ICSa), con la incorporación de las áreas Académicas de Enfermería, Medicina, Odontología, Farmacia, Nutrición y Psicología. En la Escuela Superior Tlahuelilpan los cursos iniciaron el día 26 de julio de 1999, y fue inaugurada oficialmente el 23 de agosto de 1999.

### Años 2000 y 2010

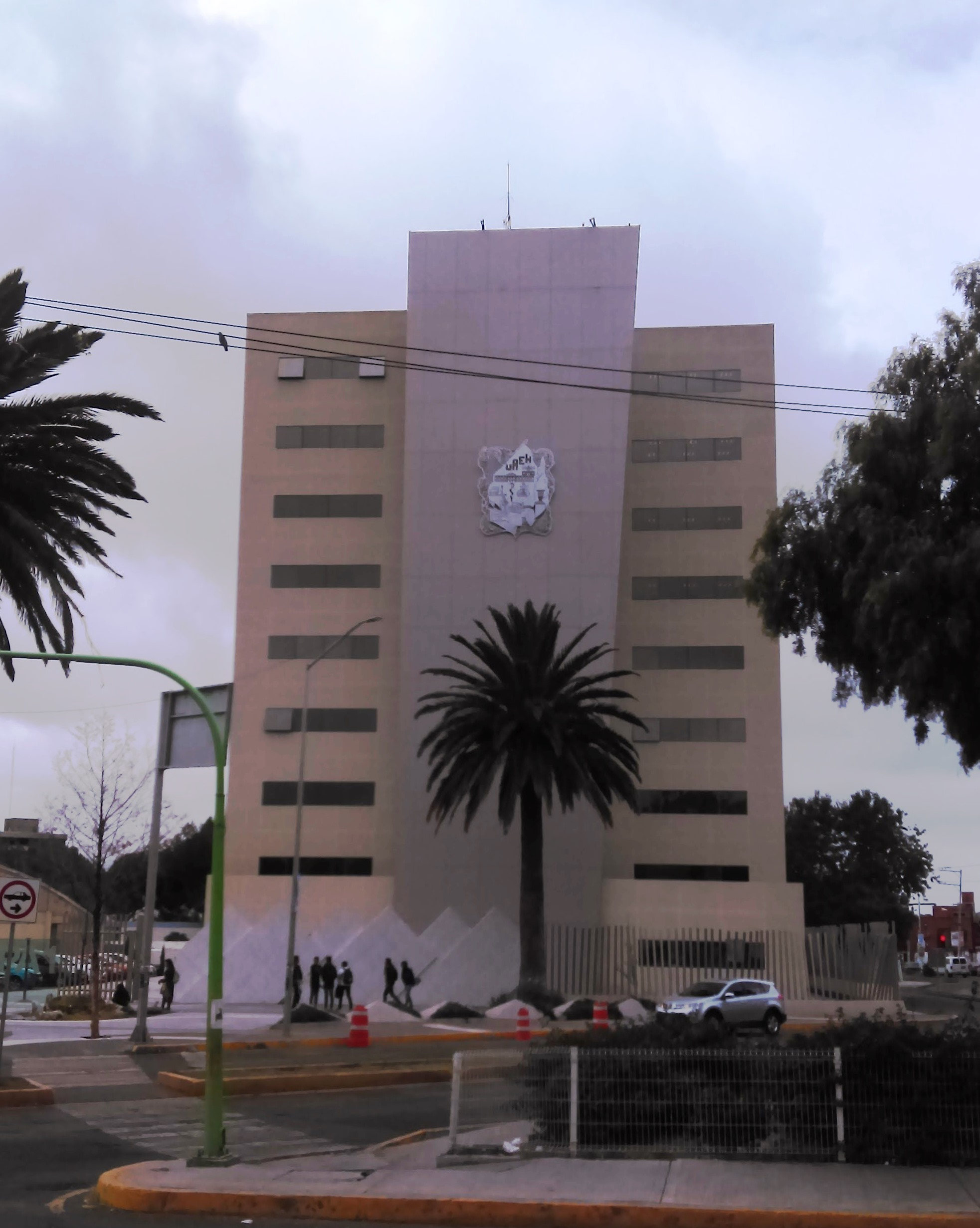
Escuela Preparatoria Número 1.

El 4 de enero de 2000 inicia actividades la Escuela Superior Ciudad Sahagún. El 2 de junio de 2001 inicio operaciones la Escuela Superior Tizayuca. El 17 de julio del 2000 inicia actividades la Escuela Superior Actopan. El 16 de septiembre del año 2000, inició con su señal de prueba la Radio Universidad (XHUAH-FM, Frecuencia 99.7); y el 20 de noviembre de 2000, es cuando salió al aire de manera oficial. El 8 de diciembre del año 2000, el Instituto de Ciencias Exactas (ICE), se transforma en el Instituto de Ciencias Básicas e Ingeniería (ICBI).
El 5 de julio de 2001 el Instituto de Ciencias Sociales (ICS), se transforma en el Instituto de Ciencias Sociales y Humanidades (ICSHu).  El 12 de diciembre de 2001, se aprobó la creación del Instituto de Artes (IA); e inició sus labores en julio de 2002. En 2003 desapareció la FEUH, y dio paso al Consejo Estudiantil Universitario del Estado de Hidalgo (CEUEH). La Escuela Superior Tepeji del Río inició actividades el 30 de septiembre del 2002. La Escuela Superior Huejutla, inicia actividades el 20 de enero de 2003. La Escuela Superior Zimapán inicia sus actividades el 2 de febrero de 2004.
El 28 de febrero de 2008, integrantes del SPAUAEH, iniciaron una huelga, al cual se sumaron el 29 de febrero los integrantes del SUTEUAEH. Inicialmente, el SPAUAEH, demandaba un incremento salarial de 15 %, 15 días de aguinaldo, y un incremento de 40 % en los vales de despensa y otras prestaciones. En tanto, el SUTEAUAEH, pedía aumento salarial de 25 %, 10 días de aguinaldo y mejoras en prestaciones. El 3 de marzo de 2008, la UAEH y los dos sindicatos acordaron 284 pesos de incremento en vales de despensa al personal académico, y 220 pesos para los administrativos, adicional al 4.25 % de incremento salarial. Terminando la huelga y reanudando actividades el 4 de marzo.
En el año 2009, se celebraron 140 años de la fundación del Instituto Literario y Escuela de Artes y Oficios (ILEAO) por lo que se llevó a cabo el proyecto de restauración, conservación y remodelación del Edificio Central. La Escuela Superior Atotonilco de Tula inicio actividades el 14 de septiembre de 2009. En 2011, la institución cumplió el 50 aniversario, desde su designación oficial en 1961, se celebró con una ceremonia en Pachuca de Soto en el Salón Baltasar Muñoz Lumbier del Edificio Central. En la ceremonia participaron el Secretario de Educación Pública, Alonso Lujambio, y el gobernador, Miguel Ángel Osorio Chong. En esta ceremonia se contó con la participación de alumnos y maestros de todos los institutos que conforman la universidad; por la noche se realizó una verbena popular. En agosto de 2012 se concibe la creación de le Escuela Superior Apan, e inicio actividades en 2013.
En 2014 la UAEH, se unió a las distintas marchas por los 43 normalistas desaparecidos de Ayotzinapa. Los días 22, 23 y 24 de octubre el Instituto de Artes realizó paro de labores y acción colectiva. El 26 de octubre, alrededor de 700 alumnos marcharon por las calles de Pachuca, el contingente partió de la Plaza Juárez, después de las 11:00 a. m. hacia la Ciudad del Conocimiento, trayecto se les unieron más estudiantes, y un grupo reducido de la Escuela Normal Superior de Pachuca. El 5 de noviembre se realizó un paro técnico de dos horas, de las 12:00 a 14:00 horas en todas las instalaciones.
El jueves 6 de noviembre de 2014, los estudiantes realizaron un paro de labores de 72 horas, reanudando actividades el lunes 10 de noviembre. El 19 de noviembre, en el Instituto de Ciencias Sociales y Humanidades hubo un pequeño enfrentamiento entre alumnos que están en contra del paro de actividades convocado por otro grupo de alumnos, y no se permitió la toma de instalaciones. El 20 de noviembre de 2014, los estudiantes se manifestaron por las calles de la Pachuca; los directores de las preparatorias 1 y 3, cerraron con candados y cadenas los planteles para impedir la salida y entrada de alumnos. El 14 de diciembre de 2016, el Consejo Universitario aprobó una nueva escuela preparatoria, en la comunidad de Ixtlahuaco, municipio de Lolotla; las actividades de la Escuela Preparatoria Número 5 iniciaron el 23 de enero de 2017.
El 25 de junio de 2017, el Consejo Universitario aprobó la creación de la Escuela Preparatoria Tlaxcoapan. El 21 de agosto de 2017, inicio actividades la Secundaria Carlos Herrera Ordóñez, escuela de carácter privado vinculada directamente a la UAEH; ubicada en las instalaciones en la Escuela Preparatoria Número 2,  en Tulancingo, la cual cuenta con validez oficial de la Secretaría de Educación Pública (SEP). El 4 de marzo de 2018, el SPAUAEH y el SUTEUAEH, iniciaron una huelga a las 12:00 horas, al no alcanzar acuerdos en el proceso de revisión contractual, salarial y de prestaciones. El 10 de marzo de 2018, a las 22:00 horas, concluyó la huelga Luego de llegar a un acuerdo de un incremento del 3.4 % al salario y 5 % de vales de despensa.
En 2019 la Unidad de Inteligencia Financiera de la Secretaría de Hacienda y Crédito Público, investigó a la UAEH debido a la posible colusión en el delito de lavado de dinero; y 224 cuentas de esa institución académica fueron congeladas. El 8 de mayo de 2019 personal administrativo y académico, alumnos, autoridades educativas se manifestaron en una marcha desde la Preparatoria no. 1 a la Plaza Juárez en Pachuca, e igual hubo marchas en Tulancingo y Huejutla. en mayo 66 fueron descongeladas y el 14 de junio se sumaron otras 144.

### Años 2020
Debido a la Pandemia de COVID-19 en Hidalgo, se anunció la suspensión de actividades presenciales a partir del 21 de marzo de 2020. También el Festival Internacional de la Imagen (FINI) fue pospuesto, y la edición 33 de la Feria Universitaria del Libro (FUL), se realizó de forma virtual del 28 de agosto al 6 de septiembre de 2020.
El 29 de junio de 2020 el Consejo Universitario aprobó el cambio de denominación de la Escuela Preparatoria de Ixtlahuaco a Escuela Preparatoria Número 5, y de la Escuela Preparatoria de Tlaxcoapan a Escuela Preparatoria Número 6; y también la creación de la Escuela Preparatoria Número 7, con sede en Ixmiquilpan. La Escuela Preparatoria Número 7 inicio actividades el 17 de agosto de 2020.

### Protestas y Paro Estudiantil de la UAEH
El día 25 de agosto de 2023 es electa la Dra. María Teresa Paulín Ríos como directora del Instituto de Artes, sin embargo, esto provocaría que el mismo instituto entrara en paro de labores por parte de los alumnos ya que acusaban de que su elección fuera correcta, al estar señalada por abuso a sus alumnos, no respetar sus horarios de clase y no estar comprometida con los valores universitarios. La Universidad mantuvo una postura priorizando a la directora.
El 19 de septiembre de 2023, alumnos afines al paro toman las instalaciones del Edificio Central de manera pacífica hasta que se desatan las agresiones por parte de personal universitario y estudiantes contra ellos. Derivado de esto, se levantan en paro otros institutos como el Instituto de Ciencias Básicas e Ingeniería (ICBI), el Instituto de Ciencias Sociales y Humanidades (ICSHU), el Instituto de Ciencias Económicas y Administrativas (ICEA), el Instituto de Ciencias de la Salud (ICSA), la Escuela Superiores de Actopan (ESAc) y la Escuela Superior de Apan (ESAp) en apoyo a los estudiantes del Instituto de Artes.
El día 25 de septiembre después de la ola de protestas que generó este acontecimiento, la Dra. María Teresa Paulín Ríos renuncia a su cargo de directora. Sin embargo, no se levantaría el paro hasta que también se cumpliera con la salida del presidente del Consejo Estudiantil de la UAEH, José Esteban Rodríguez Davila, quien fue acusado de agredir alumnos el día 19 de septiembre, además de sobrepasar su cargo en el puesto de presidente ya que lleva 5 años en el (debió salir en el 2021, sin embargo, aún no se llevan a cabo elecciones)., la atención de otras demandas relacionadas con los casos de acoso sexual, infraestructura en otras escuelas, salida de los presidentes de Sociedad de Alumnos que también rebasaban su periodo, la renuncia del rector Octavio Castillo Acosta por su ineficiencia a la atención de los alumnos y que el llamado Grupo Universidad, así como el Lic. Gerardo Sosa Castelán, sus hermanos Damián Sosa Castelán y Agustín Sosa Castelán, así como familiares o cercanos a ellos dejaran de entrometerse y utilizar a la UAEH como herramienta de sus propios intereses. 
Varios institutos empezaron a levantar sus paros ya que la misma comunidad estudiantil se vio amenazada con la suspensión de su semestre, además del cansancio al no tener respuestas por parte de la Universidad.
(se llevaron a cabo mesas de diálogo generales que se vieron suspendidas por el levantamiento de la mesa por parte de los estudiantes al no responder el rector sobre los hechos ocurridos en el Edificio Central el 19 de septiembre y, posteriormente, por no presentarse este último a las mesas que se habían establecido). 
Uno de los puntos, el de la remoción de Esteban Rodríguez de su cargo de presidente estaba a punto de solucionarse, sin embargo, este se negó a renunciar (aunque la UAEH dijo que iban a lograr este punto) ya que "no iba a entregar en sus manitas de los paristas el cargo del presidente del CEUEH y que debían ganárselo con esfuerzo", quedando en evidencia la falta de compromiso de la Universidad para lograr resolver el conflicto y la ineptitud de los altos cargos de la misma, provocando así el descontento de la comunidad estudiantil y las agresiones directas al rector quien, rebasado por la situación, tuvo que huir cobardemente del lugar. 
De igual forma, los estudiantes trataron el asunto de las agresiones por medio de la vía legal ante las autoridades hidalguenses logrando la aprensión de uno de ellos y la suspensión del cargo de presidente del CEUEH de Esteban Rodríguez
Finalmente, y después de más de 100 días de paro, el Instituto de Artes lo levantaría después de determinarlo por medio de una encuesta donde el 84% de alumnos estaba en favor de terminar el paro, entregando el instituto "a los alumnos, mas no a las autoridades universitarias".
Este es el primer movimiento de alumnos de este tipo que se genera dentro de la Universidad que llega a lograr un paro en varios de los institutos de la misma.

## Oferta educativa

### Nivel medio superior
En el nivel medio superior, el plan de estudios está conformado por seis semestres de bachillerato general, con una duración de tres años. Cuenta con siete preparatorias dependientes, ocho bachilleratos de las Escuelas Superiores, y dieciocho bachillerato incorporados. Las preparatorias y bachilleratos dependientes son:
- Escuela Preparatoria Número 1, ubicada en Pachuca de Soto.
- Escuela Preparatoria Número 2, ubicada en Tulancingo.
- Escuela Preparatoria Número 3, ubicada en Pachuca de Soto.
- Escuela Preparatoria Número 4, ubicada en Pachuca de Soto.
- Escuela Preparatoria Número 5, ubicada en Ixtlahuaco, Lolotla.
- Escuela Preparatoria Número 6, ubicada en Tlaxcoapan.
- Escuela Preparatoria Número 7, ubicada en San Nicolás, Ixmiquilpan.
- Bachillerato de la Escuela Superior Actopan.
- Bachillerato de la Escuela Superior Atotonilco Tula.
- Bachillerato de la Escuela Superior Ciudad Sahagún.
- Bachillerato de la Escuela Superior Huejutla.
- Bachillerato de la Escuela Superior Tepeji del Río.
- Bachillerato de la Escuela Superior Tizayuca.
- Bachillerato de la Escuela Superior Tlahuelilpan.
- Bachillerato de la Escuela Superior Zimapán.

| Localización de los ballicheratos y preparatorias dependientes. Bachilerato Actopan Bachilerato Atotonilco Bachilerato Sahagún Bachilerato Huejutla Bachilerato Tepeji Bachilerato Tizayuca Bachilerato Tlahuelilpan Bachilerato Zimapán Prepa 1 Pachuca Prepa 2 Tulancingo Prepa 3 Pachuca Prepa 4 Pachuca Prepa 5 Lolotla Prepa 6 Tlaxcoapan Prepa 7 Ixmiquilpan |

### Nivel superior

#### Institutos
Las licenciaturas, maestría y doctorado, impartidas por la UAEH se encuentran divididas en seis institutos, estos son:
- Instituto de Ciencias Básicas e Ingeniería (ICBI)
- Instituto de Ciencias Económico Administrativas (ICEA)
- Instituto de Ciencias de la Salud (ICSa)
- Instituto de Ciencias Sociales y Humanidades (ICSHu)
- Instituto de Ciencias Agropecuarias (ICAp)
- Instituto de Artes (IA)

#### Escuelas Superiores
Además se cuentan con nueve Escuelas Superiores, ubicadas en distintos municipios del estado de Hidalgo:
- Escuela Superior Actopan (ESA).
- Escuela Superior Apan (ESAp).
- Escuela Superior Atotonilco de Tula (ESAT).
- Escuela Superior Ciudad Sahagún (ESCS).
- Escuela Superior Huejutla (ESHu).
- Escuela Superior Tepeji del Río (ESTR).
- Escuela Superior Tizayuca (ESTi).
- Escuela Superior Tlahuelilpan (ESTL).
- Escuela Superior Zimapán (ESZi).

| Localización de los Institutos y Escuelas Superiores. ICBI IA ICEA ICSa ICSHu ICAp ESA ESAp ESAT ESCS ESHu ESTR ESTi ESTL ESZi |

## Organización

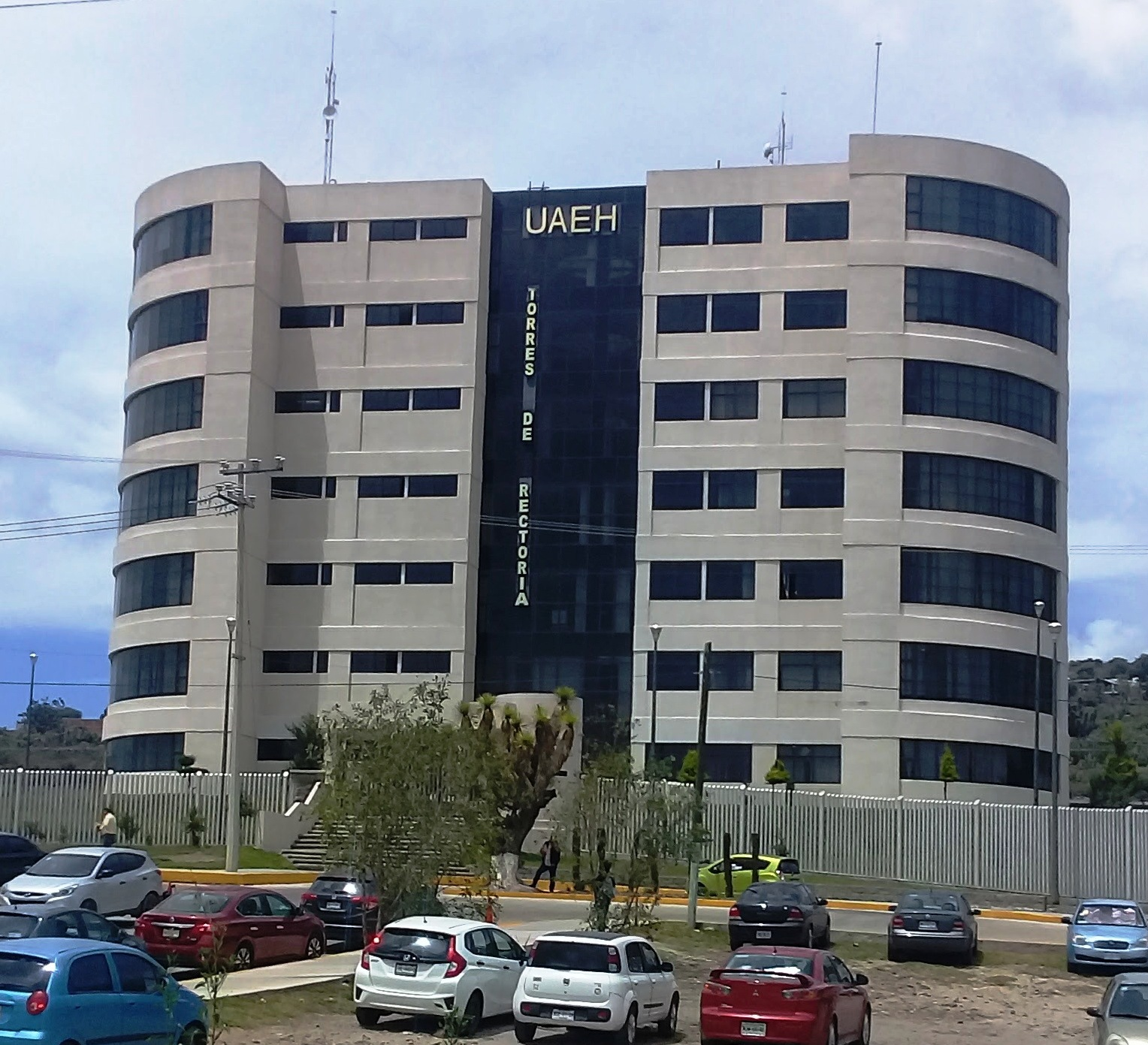
Torres de Rectoría.

El Consejo Universitario, es la suprema autoridad, permite legislar y tomar las más altas decisiones académicas. Con la aprobación del decreto que crea la UAEH el 24 de febrero de 1961, se sustentan propiamente los orígenes del Consejo Universitario. Su primera actividad colegiada se inscribe el 3 de marzo del mismo año, cuando se realiza la sesión solemne que protocoliza la creación de la UAEH.
El Consejo Universitario se integrará por consejeros ex officio y por consejeros electos. Son consejeros ex officio con voz y voto: el rector, los directores de escuelas e institutos dependientes; el secretario general del SPAUAEH; el secretario general del SUTEUAEH; el presidente del CEUEH; y los presidente de la sociedades de alumnos de cada escuela. Son consejeros ex officio, únicamente con derecho a voz: el Secretario General, los coordinadores de división; y el Decano Universitario. Son Consejeros electos: un maestro por cada escuela y escuela superior; un maestro por área académica de cada Instituto; un alumno por cada escuela y escuela superior; y un alumno por área académica de cada Instituto.
La Junta de Gobierno estará integrada por: el rector de la Universidad; el secretario general; el secretario general del SPAUAEH; el secretario general del SUTEUAEH; el presidente del CEUEH; y los exrectores. El Defensor Universitario es la autoridad que tiene como objetivo proteger y difundir los derechos humanos entre la comunidad universitaria, con el apoyo de las Autoridades Universitarias y del Patronato Universitario. La Secretaría General depende directamente de la Rectoría, su función es coadyuvar con la Rectoría en la coordinación y operación de las funciones de docencia, investigación, vinculación, extensión y administración; así como en la estabilidad institucional.
El Sindicato de Personal Académico (SPAUAEH), y el Sindicato Único de Trabajadores y Empleados (SUTEUAEH), estos dos organismos persiguen el fin de actuar en defensa de sus agremiados y rigen sus relaciones con la UAEH a través de contratos colectivos. El Consejo Estudiantil Universitario del Estado de Hidalgo (CEUEH), organización para defender los intereses académicos, sociales y culturales de los alumnos. Por la trascendencia de su representatividad, los tres organismos, con base en la Ley Orgánica de 1977, participan desde entonces en el seno del Consejo Universitario. La Asociación de Egresados de la Universidad Autónoma del Estado de Hidalgo se creó en el año de 1985 con la finalidad de agrupar a los exalumnos.

### Rectoría
Lista de directores que han ejercido desde su fundación en 1869, comprendiendo a su vez todas las etapas históricas como el Instituto Literario y Escuela de Artes y Oficios (ILEAO), el Instituto Científico y Literario (ICL), la Universidad de Hidalgo (UH), y el Instituto Científico y Literario Autónomo (ICLA); así como los rectores desde 1961 cuando se erigió como Universidad Autónoma del Estado de Hidalgo.
Directores del ILEAO:
- Mariano Navarro (1869-1871)
- Pablo Téllez B. (1871-1873)
- Faustino Badillo (1873-1877)
- Miguel Mancera (1877-1882)
- Rafael B. de la Colina (1882-1887)
- Manuel A. Romo (1887-1891)

Directores del ICL:
- Hilarión Frías y Soto (1891-1892)
- José María Vergara Lope (1892-1893)
- Baltasar Muñoz Lumbier (1893-1895)
- Miguel Lara (1895-1897)
- Pedro A. Gutiérrez (1897-1902)
- Joaquín González 1902-1905)
- Luis Hernández (1905-1909)
- Manuel Miranda (1909-1911)
- José María Lezama (1911)
- Andrés Manning Michell (1911-1912)
- Emilio Asiain (1912-1914)
- Manuel Asiain (1914)
- Andrés Manning Michell (1914-1916)
- César Becerra Archer (1916-1917)
- Arnulfo G. Farías (1917-1921)
- César Becerra Archer (1921-1923)

Directores de la UH:
- Alfredo Cristerna (1923-1925)

Directores del ICL:
- Alfredo Cristerna (1923-1925)
- Alfonso Herrera (1925-1929)
- José Guadalupe Vargas Lugo (1929-1933)
- José Rivera (1933-1934)
- Celestino Herrera Frimont (1934-1935)
- Librado Gutiérrez Samperio (1935-1937)
- Agustín Torres Cravioto (1937-1943)
- Ricardo García Isunza (1943-1948)

Directores del ICLA:
- Pilar Licona Olvera (1949)
- Ricardo García Isunza (1949-1951)
- Carlos Ramírez Guerrero (1951-1952)
- César Becerra Archer (1952-1955)
- Carlos Ramírez Guerrero (1955-1958)
- Manuel Rojas Corona (1958-1959)
- Rubén Licona Ruiz (1959-1960)
- Francisco Zapata Ruiz (1960-1961)

Rectores de la UAEH:
- Rubén Licona Ruiz (1961-1963)
- Juventino Pérez Peñafiel (1963-1970)
- Jesús Ángeles Contreras (1970-1975)
- Carlos Herrera Ordóñez (1975-1982)
- Juan Alberto Flores Álvarez (1982-1986)
- Juan Manuel Menes Llaguno (1986-1991)
- Gerardo Sosa Castelán (1991-1998)
- Juan Manuel Camacho Bertrán (1998-2005)
- Luis Gil Borja (2005- 2011)
- Humberto Augusto Veras Godoy (2011-2017)
- Adolfo Pontigo Loyola (2017-2022)
- Octavio Castillo Acosta (2022-act.)

### Patronato Universitario
El Patronato Universitario es una asociación civil, surge el 30 de septiembre de 2009 con el fin de gestionar recursos; participan en el patronato representantes de la iniciativa privada, los sindicatos universitarios y el Consejo Estudiantil.  El Patronato Universitario administra 20 empresas universitarias para el desarrollo de proyectos específicos de la Universidad
Autónoma del Estado de Hidalgo:
Unidades de Servicio
- 1. Rancho Universitario
- 2. Productora Universitaria de Lácteos (Prounilac)
- 3. Salón Universitario
- 4. Seminarios & Hotel Universitario
- 5. Polifórum Carlos Martínez Balmori
- 6. Centro Deportivo CEUNI
- 7. Transporte Universitario
- 8. Centro Universitario Real del Monte
- 9. Centro de Negocios Universidad
- 10. Centro de Electrónica y Desarrollo de Aplicaciones Inteligentes (CEDAI)
- 11. Hospital veterinario
- 12. Plaza Pabellón Universitario

Con personalidad jurídica propia
- 13. Garza Shop
- 14. Gasolinera Servigarza
- 15. Socavón
- 16. Librería Carácter
- 17. Editorial Universitaria
- 18. Centro de Calidad
- 19. Orquesta Sinfónica de la Universidad Autónoma del Estado de Hidalgo (OSUAEH)
- 20. Diario el Independiente de Hidalgo

## Símbolos
Entre los símbolos de la UAEH se encuentran, el Escudo, el Lema y la Garza, además del Edificio central. El color es también una parte fundamental en la identidad de la universidad ya que dichos códigos cromáticos son asociados automáticamente con la imagen. La paleta oficial se conforma de: Rojo (Pantone 1807 C), este color representa el sentido de: independencia, fortaleza, pasión, determinación, amor, valor, creatividad, productivismo, crecimiento y entusiasmo. Beige (Pantone 474 C), este color representa el sentido de: optimismo, valentía, liderazgo, diplomacia y sensibilidad. Negro (Pantone Process Black C), este color representa el sentido de: Sobriedad, misterio, personalidad, independencia, elegancia y poder.

### Edificio central

Edificio central, Centro Cultural la Garza.

El Edificio central también denominado Centro Cultural Universitario La Garza. Edificio del siglo XVIII, construido por la Orden Hospitalaria de San Juan de Dios que funcionó como hospital de 1728 a 1837; y volvió a abrirse en 1852 bajo el cuidado del Ayuntamiento de Pachuca ahora como Hospital Civil. Donde continuó hasta 1861 año en el que, al expropiarse las instalaciones del convento de San Francisco, se decide trasladar el hospital a uno de los claustros de ese edificio, lo que ocurrió a principios de 1862 (y donde permaneció hasta 1940, año en el que se inaugurara el Hospital Civil de Pachuca).
En tanto las instalaciones fueron ocupadas entre 1862 y 1867 como cuartel militar, tanto de fuerzas mexicanas, francesas, austriacas y belgas; durante la Intervención francesa en México. Durante la República Restaurada y después de la Erección del Estado de Hidalgo, en 1869, el inmueble fue donado por Juan C. Doria, al ILEAO. En vista de esta autorización, el 26 de febrero de 1869, se dio a conocer, que las clases se inaugurarían el 3 de marzo; acontecimiento que no tuvo lugar sino hasta el 8 de marzo, en la casa de la Plazuela de la Colecturía, (actual Jardín de los Niños Héroes). El tiempo transcurrió sin poder llevar a efecto las obras de adaptación del edificio, y no fue hasta el 5 de febrero de 1875, cuando pudo llevarse a efecto el traslado.
Desde entonces el edificio sufrió diferentes remodelaciones y ampliaciones, a la fecha alberga: instalaciones administrativas, observatorio, la Sala de Exrectores, el área de galería, el Teatro La Garza, el Museo de Mineralogía, Sala y galería J. Pilar Licona Olvera y el Salón de actos Baltasar Muñoz Lumbier.
La Chancha, Exposición Permanente “Deidades Aztecas del Maíz”

Galería Dr. J. Pilar Licona Olvera, donde se encuentra la exposición “Deidades Aztecas del maíz”.

La Chancha es el nombre que los estudiantes adjudicaron a una escultura prehispánica que fue encontrada, en el Edificio Central. El hallazgo se realizó en los muros del cubo de la escalera que lleva al observatorio, en 1923; otras versiones comentan que el alumno Rafael Guerrero la encontró en 1924 en el jardín botánico. La escultura, tallada en basalto, de 35.3 cm de alto por 22 cm de ancho y 12 cm de espesor. Representa a Chicomecóatl, la diosa del maíz entre los mexicas.
Los estudiantes utilizaban la escultura en la novatada a los alumnos de reciente ingreso, en el denominado Día del Perro, acto carnavalesco que consistía en un desfile presidido por la reina de las fiestas estudiantiles y el rey feo, y se practicó hasta los años 1980. Después la pieza se incorpora al Museo Regional de Historia en el Cuartel del Arte, cuando el museo cerro; pasó a resguardo del INAH, hasta que en 2011 se entrega nuevamente en comodato a la UAEH. Para permanecer en la exhibición “Deidades Aztecas del Maíz”, acompañada por once esculturas más y seis códices, en el Edificio Central.

### Escudo
El primer escudo fue el del ICL, con un diseño muy sencillo. Tenía en la parte superior tres puntas; en la inferior una punta en ojiva y flancos redondeados; en el contorno una franja con el lema “Amor, orden y progreso” y en el centro las siglas ICL colocadas una detrás de otra en plano descendente. Inmediatamente arriba, como timbre, una franja que decía “Pachuca Hgo”, de la cual sale una antorcha encendida entre dos alas.
El escudo tiene su origen el 1 de abril de 1948 cuando deja de ser ICL y se transforma en el ICLA; se le atribuye la autoría al artista Medrado Anaya Armas. El escudo tiene elementos formados con las ideas del Liberalismo, el Panamericanismo y el concepto que se tenía de la ciencia en la primera mitad del siglo XX. Fue diseñado en tres planos o niveles, que se encuentran alineados de forma vertical. Se caracterizan por contener una gran riqueza alegórica, pudiéndose apreciar unos 27 elementos en sus tres secciones.
El primero contiene el ala de un águila de la que surge una bandera extendida hacia abajo, síntesis del Escudo de México y la Bandera de México. En primera línea están las siglas de la UAEH; inmediatamente, en la segunda, el Edificio Central. En segundo plano, las representaciones de las escuelas que funcionaban en ese momento: la Escuela Preparatoria y Enfermería, representadas con una palmatoria que contiene una vela encendida; la Escuela de Derecho, simbolizada con dos libros y la palabra latina LEX; la Escuela de Medicina, le corresponde el símbolo de una serpiente enroscada en un bastón de eucalipto; la Escuela de Ingeniería Industrial, sintetizada por un complejo símbolo de dos escuadras encontradas en el centro de un compás.
Más abajo, de izquierda a derecha, está parte de América en un globo terráqueo; instrumentos utilizados por las ciencias naturales: un microscopio, un mortero, una retorta, un matraz, una probeta, tres tubos de ensayo en una gradilla y un soporte con lámpara de alcohol. Y por último, el teodolito, instrumento que se relaciona con la Cartografía y la Topográfica. En tercer plano se observan elementos alusivos a la región: una espiga de trigo invertida refiriéndose a la producción de trigo en el Valle del Mezquital; un paisaje montañoso, que representa la Sierra de Pachuca; una horca de mina como símbolo de la Comarca Minera.
Une los planos una antorcha, típico emblema de iluminación de la conducta y el conocimiento. El conjunto de los planos construye el marcos. Consiste en una serie de volutas entrelazadas que tienen en el extreme inferior derecho un reloj de arena, con el bulbo superior a la mitad y en igual cantidad el inferior, lo que significa la edad adulta de la institución.

### Mascota

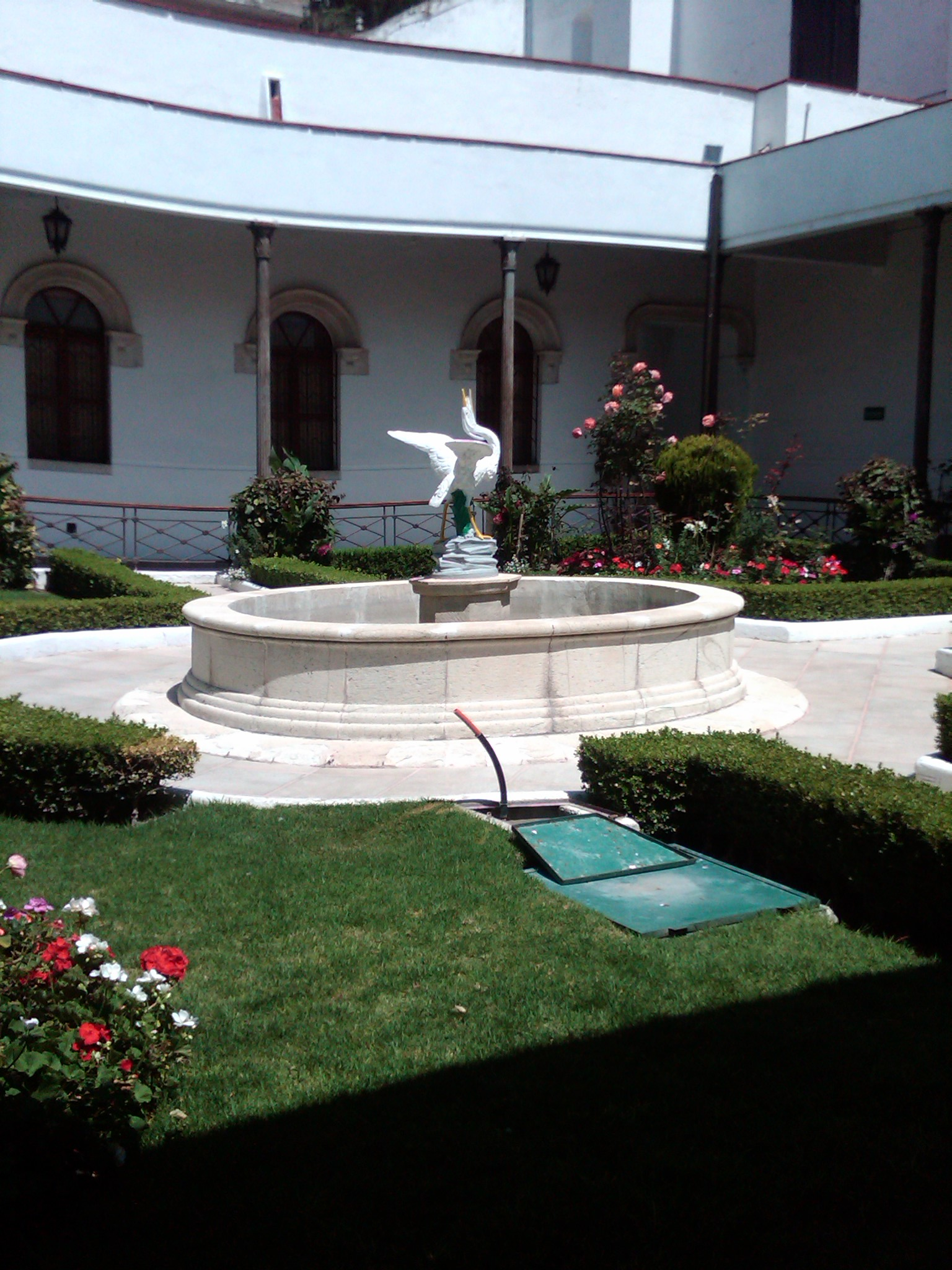
Fuente de la Garza en el Edificio Central.

En jardín principal del Edificio Central se encuentra una fuente con la escultura elaborada en bronce, de una garza blanca, que fue seleccionada como la mascota. La escultura perteneció a una de las fuentes de Parque Hidalgo, en el Centro histórico de Pachuca de Soto; en el año 1935 un grupo de estudiantes la trasladada al Instituto Científico y literario y se colocó en el jardín interno del edificio. Durante el paso tiempo los estudiantes se han retratado con ella como un recuerdo de su paso por el plantel, con el tiempo esta práctica hizo de la estatua un símbolo de la institución. Hay personas que con imaginación, romanticismo y alegoría, cuentan que la garza voló para estar con los estudiantes.

### Lema
El 3 de febrero de 1868, abrió sus puertas la Escuela Nacional Preparatoria bajo la dirección de Gabino Barreda, quien introdujo el Positivismo en la educación; y adoptó el lema “Amor, Orden y Progreso”, acuñado por el pensador francés
Augusto Comte. En 1869 el ILEAO elige este lema. Desde entonces la UAEH ha conservado este lema, convirtiéndose en un símbolo representativo institucional.

El amor como principio, el orden como base, el progreso como fin.
Augusto Comte

## Campus

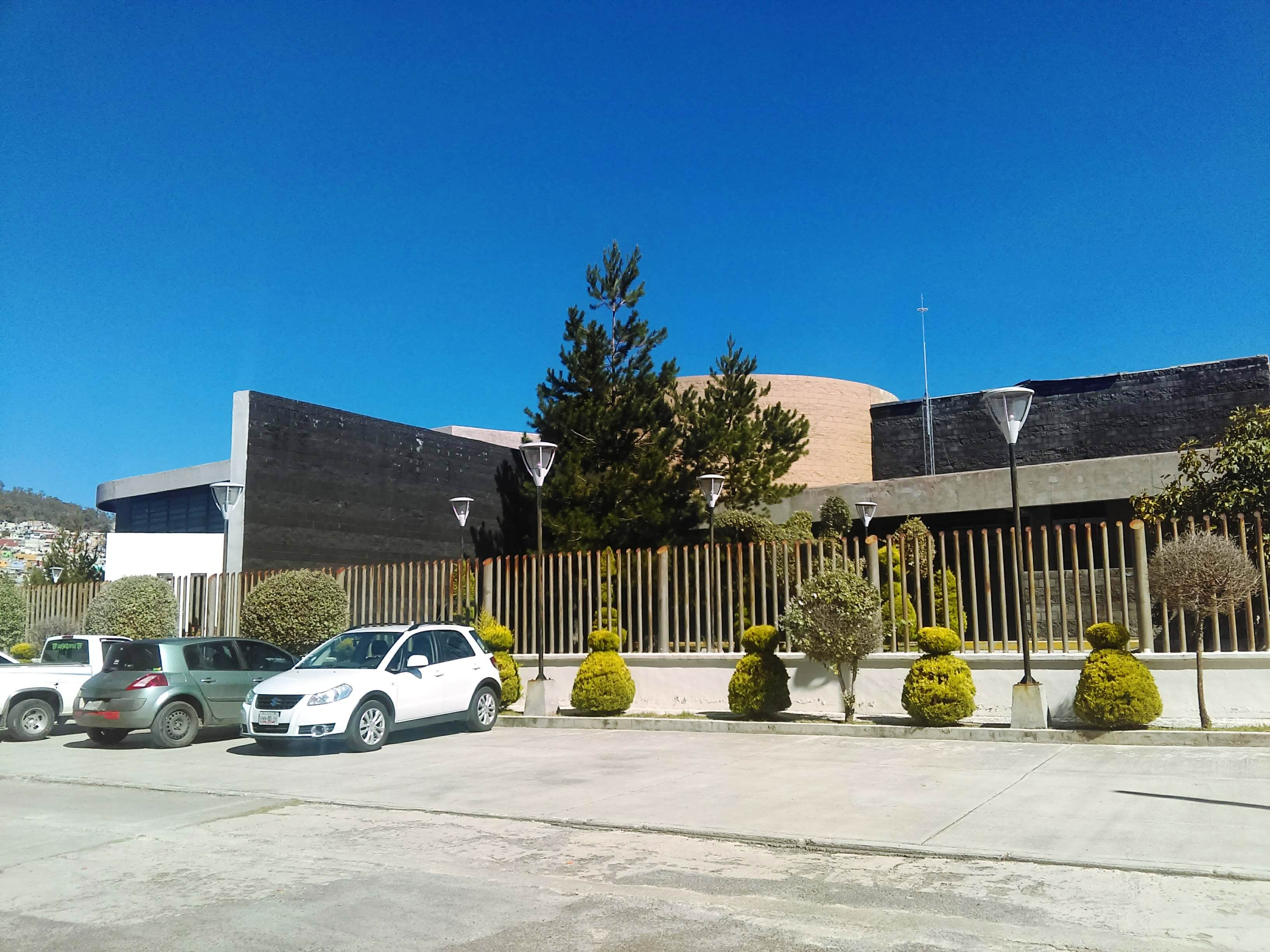
Biblioteca Memorial “Leonor Gutiérrez de Samperio”.

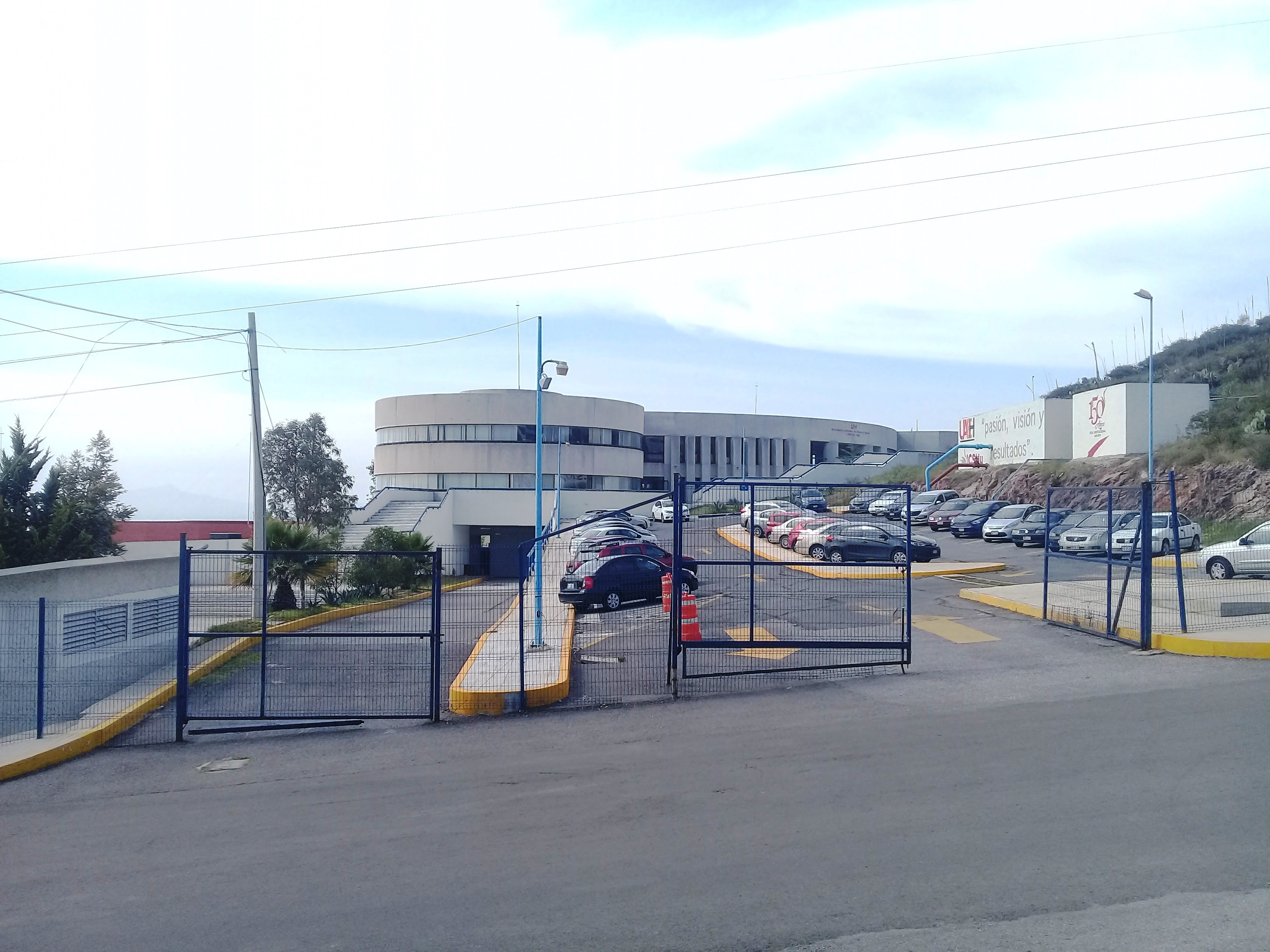
Instituto de Ciencias Sociales y Humanidades.

El principal campus de la Universidad Autónoma del Estado de Hidalgo, se encuentra ubicado dentro de la Zona metropolitana de Pachuca en los municipios de Pachuca, San Agustín Tlaxiaca, Mineral de la Reforma y Real del Monte, con otro importante campus localizado en la ciudad de Tulancingo. Así mismo cuenta con otros campus localizados en distintos municipios de Hidalgo.

### Instalaciones en Pachuca de Soto
En Pachuca de Soto se encuentra la Escuela Preparatoria Número 1, sobre Av. Juárez con una extensión de 16 614.50 m²; la Escuela Preparatoria Número 3, sobre el Blvd. Minero con una extensión de 56 634.43 m²; y la Escuela Preparatoria Número 4 en Av. Guadalupe con una extensión de 39 460.47 m². El Consejo Estudiantil, Radio Universidad y la Fundación Hidalguense se ubican en Av. Universidad y viaducto Rojo Gómez con una extensión de 12 928.28 m².
La Biblioteca Memorial “Leonor Gutiérrez de Samperio” y el Archivo General de la UAEH, se ubican en la Calle Bernardino de Sahagún, Fraccionamiento Bulevares de San Francisco, con una extensión de 2000.00 m² de biblioteca y 3443.97 m² para el archivo. El Módulo de Servicio Social, se encuentra en Av. Madero con 198.97 m². Las instalaciones del SPAUAEH se encuentran en Paseo Toltecas Col. Aquiles Serdán y el SUTEUAEH se encuentra en Calle Tierra y Libertad, Col. Javier Rojo Gómez.
Las Torres de Rectoría, y el Instituto de Ciencias Sociales y Humanidades (ICSHu), se encuentran en la periferia de la ciudad, sobre la carretera Pachuca–Actopan, con una extensión de 159 644.60 m² y 34 000.00 m² respectivamente. El Centro de Investigación en Ingeniería y Energías en una superficie de 4900 m²; ubicado en el Parque Científico y Tecnológico UAEH en Santiago Tlapacoya, dentro de la Ciudad del Conocimiento y la Cultura de Hidalgo.
En el Centro Histórico de Pachuca de Soto se encuentran el Centro Cultural Universitario Víctor Manuel Ballesteros, en la calle Morelos (437.06 m²); El Antiguo Hospital Civil de Pachuca (ahora Dirección de Servicio Médico Universitario), y Escuela de Medicina, en Av. Ramírez Ulloa (16 235.00 m²); el Edificio Central en Abasolo, (14 732.07 m²); y el Club Universitario Real del Monte, en la antigua carretera a Real del Monte, frente al barrio La Españita, en un inmueble que data del siglo XVI, con una superficie total de 9142 m².

### Instalaciones en Mineral de la Reforma
En Mineral de la Reforma se encuentra la Ciudad del Conocimiento, el Centro de Extensión Universitaria (CEUNI), Edificio de Centro de Educación Continua y a Distancia y la Dirección General de Proyectos, Obras y Servicios. La Ciudad del Conocimiento, está ubicada sobre la carretera Pachuca–Tulancingo; tiene una extensión de 304 434.00 m². El Centro de Extensión Universitaria (CEUNI) se encuentra sobre Av. Universidad, Col. Santiago Jaltepec, en un terreno de 52 458.00 m²; donde se encuentra el Centro de Cómputo Académico (CECA), el Aula Magna “Alfonso Cravioto”, Área de Seminarios, el Hotel Universitario, áreas deportivas, y el Patronato Universitario. El Edificio de Centro de Educación Continua y a Distancia, ubicado en el Blvd. Colosio en la colonia PRI Chacón, con una superficie de 11 509.030 m². La Dirección General de Proyectos, Obras y Servicios; ubicada en Pachuquilla, sobre la carretera Pachuca-Tulancingo en un predio de 29 5137 m².

#### Ciudad del Conocimiento

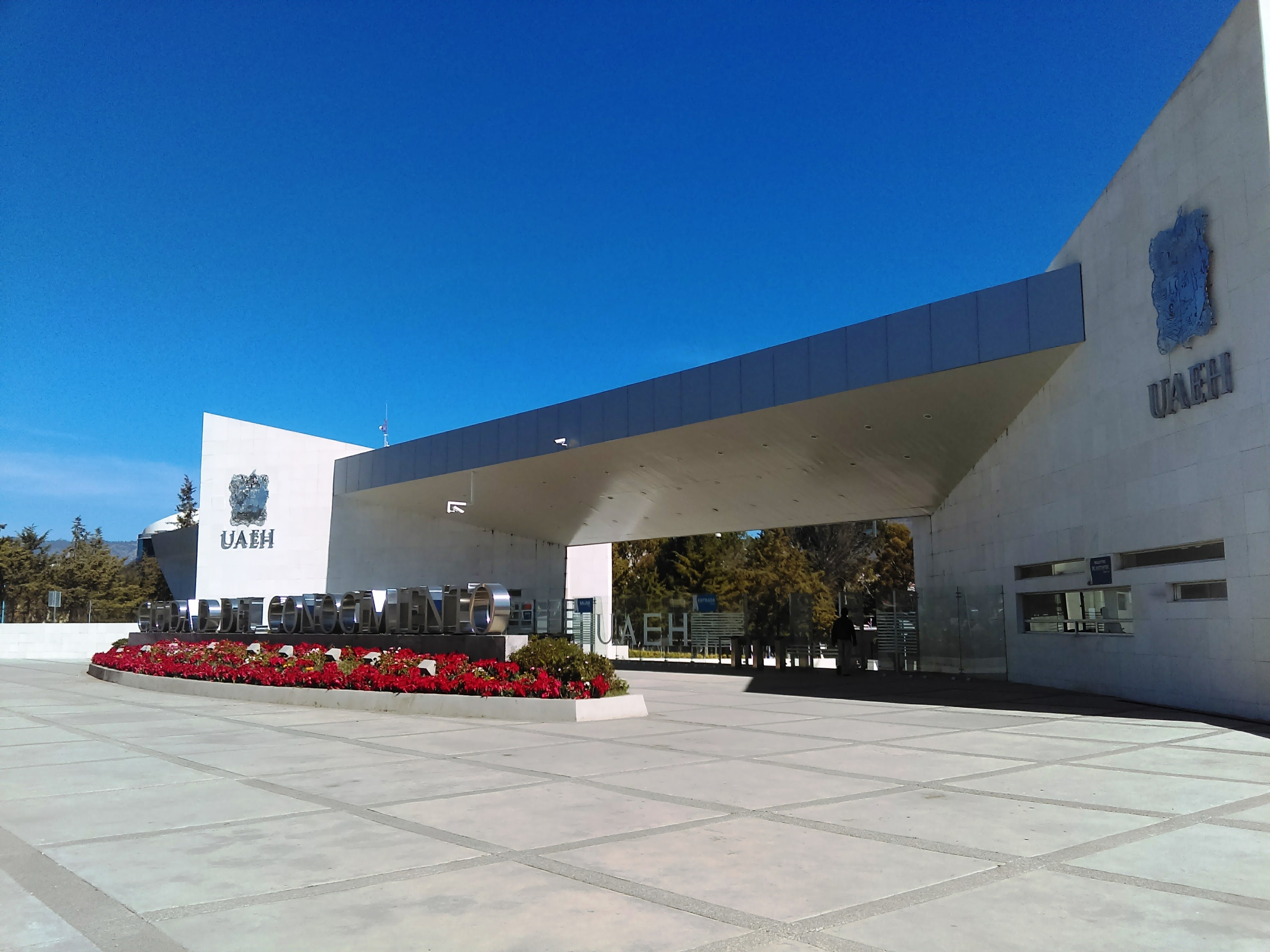
Entrada a la Ciudad del Conocimiento.

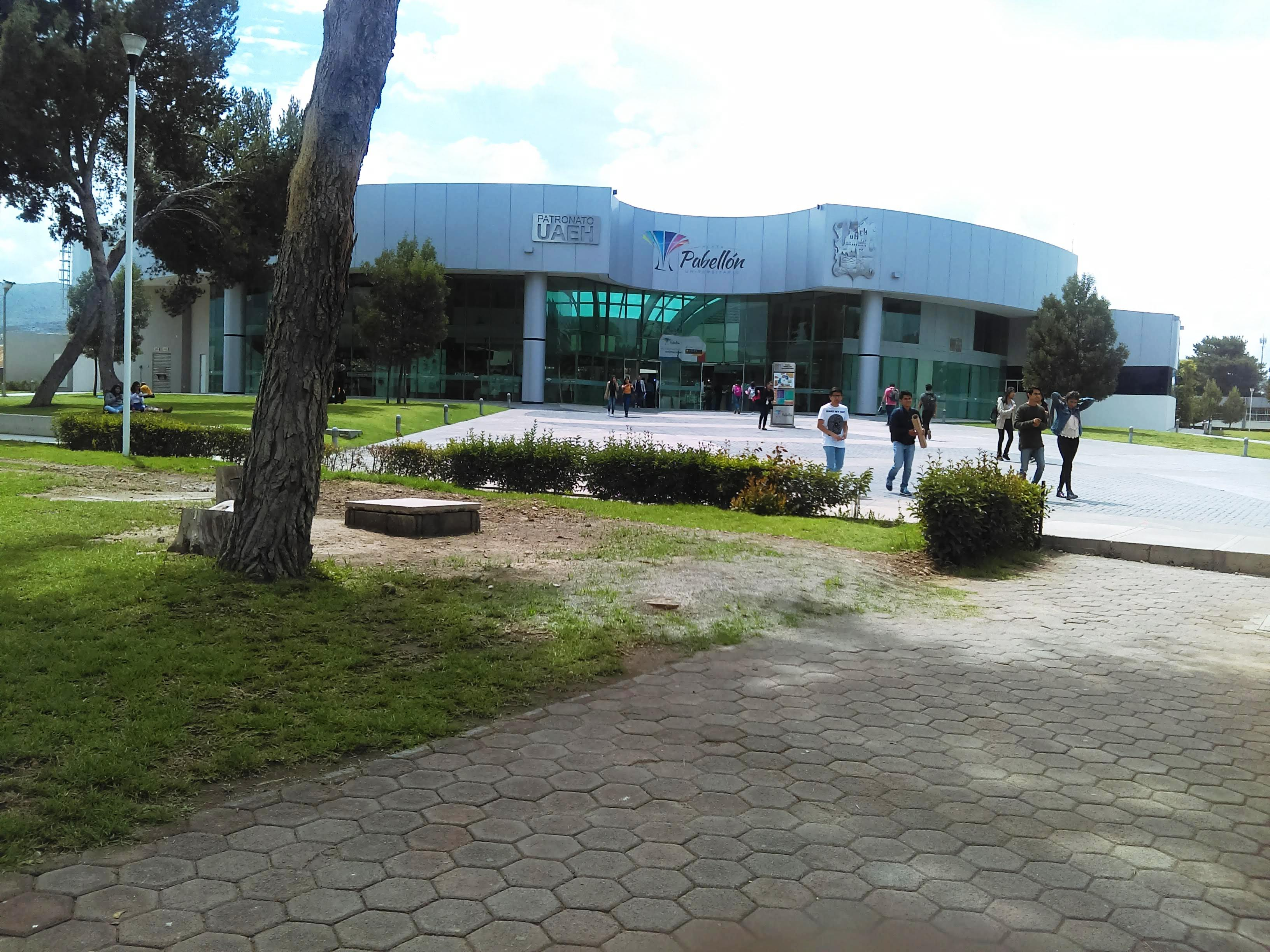
Plaza Pabellón Universitario.

El 9 de diciembre de 1971, se realizó la ceremonia de la primera piedra, la Ciudad del Conocimiento; en terrenos del rancho El Álamo, Mineral de la Reforma, recibidos en donación por Javier Contreras. En septiembre de 1975, se trasladan a la Ciudad del Conocimiento, los primeros programas educativos. Tiene una extensión de 304 434.00 m².
Alberga al Instituto de Ciencias Básicas e Ingeniería (ICBI), el Centro de Vinculación y Desarrollo Empresarial (CEVIDE), el Centro de Electrónica y Desarrollo de Aplicaciones Inteligentes (CEDAI), la Biblioteca Central, el Centro de Autoaprendizaje de Idiomas, el Centro de Lenguas, la Unidad de Laboratorios Centrales, el Polifórum Carlos Martínez Balmori, Servicios Generales, el Pabellón Universitario, áreas deportivas, plantas de emergencia, subestaciones eléctricas y una planta de tratamiento de aguas residuales.
En total son 38 módulos que contienen 216 aulas, 9 talleres, 75 laboratorios, cubículos para investigadores, catedráticos y alumnos, áreas de cómputo, audiovisuales y varios estacionamientos. La Plaza Pabellón Universitario tiene una superficie de 4282.63 m²; 21 espacios de servicios y productos como Garza-Shop, banco, restaurante, tienda de autoservicio (Oxxo), papelería, librería, cafetería y un área de enfermería.
El ICBI tiene diversos centros de investigación en la Ciudad del Conocimiento: el Centro de investigaciones en matemáticas avanzadas (CIMA), el Centro de Investigaciones Químicas (CIQ), el Centro de Investigaciones Biológicas (CIB), el Centro de Investigaciones en Telecomunicaciones Informática y Sistemas (CITIS), el Centro de Investigaciones en Materiales y Metalurgia y Ciencias de la Tierra (CIMMCT), y el Centro de Investigaciones Avanzadas en Ingeniería Industrial (CIAII).

### Instalaciones en Tulancingo de Bravo
En Tulancingo de Bravo se encuentra la Escuela preparatoria N.º 2 y ocupa un espacio de 62 449.50 m². En la Ciudad Universitaria Tulancingo ubicada entre Tulancingo de Bravo y Santiago Tulantepec se encuentran el Instituto de Ciencias Agropecuarias (ICAP), el Rancho Universitario, la Productora Universitaria de Lácteos (Prounilac), el Hospital Veterinario, el Área Académica de Medicina y las Residencias Universitarias. 

#### Ciudad Universitaria
En agosto de 1986 la Secretaría de Agricultura y Recursos Hidráulicos donó a la UAEH, el campo de Fomento Ganadero con una extensión de 78 ha, ubicado en la antigua Hacienda de Aquetzalpa en los linderos de la ciudad de Tulancingo. Con el paso de los años el Patronato Universitario adquirió terrenos circundantes entre Tulancingo de Bravo y Santiago Tulantepec de Lugo Guerrero, para contar con un terrero de 110 ha. En la Ciudad Universitaria Tulancingo, se encuentra el Instituto de Ciencias Agropecuarias (ICAp), el Rancho Universitario, la Productora Universitaria de Lácteos (Prounilac), el Hospital Veterinario, el Área Académica de Medicina y las Residencias Universitarias.
El Instituto de Ciencias Agropecuarias (ICAP), y el Rancho Universitario cuentan con una extensión de 744 174.00 m². En el Rancho Universitario, cuenta con 60 ha sembradas. El 13 de diciembre de 1990 se hizo la entrega oficial de las instalaciones de la planta y del equipo para que la Productora Universitaria de Lácteos (Prounilac) arrancara actividades, un año después se incorporó como empresa universitaria. La planta ofrece 21 tipos de quesos, yogur y batido de diversos sabores. Sus productos cuentan con el sello Kosher. El hato con que Prounilac cuenta son de las razas; Holstein, Ayshire y Jersey, principalmente. Cada vaca de Prounilac produce alrededor de 24 litros diarios, lo que permite a la empresa obtener aproximadamente 4500 litros diarios; que se traducen en nueve toneladas de queso por mes, un aproximado de 110 toneladas anuales.
El Hospital Veterinario de la UAEH fue fundado en marzo de 2012; los servicios con los que cuenta son: consulta en pequeñas especies, especies mayores y fauna silvestre, medicina preventiva, cirugía de tejidos blandos, ortopedia y pacientes críticos, radiología digital, electrocardiografía, ozonoterapia, ultrasonido, laboratorio clínico, diagnóstico en interconsulta, hospitalización 24 horas, endoscopía, alimento de prescripción y farmacia veterinaria. Las instalaciones cuentan con un área de recepción, consultorios, área de imagenología, sala de recuperación de pequeñas especies y especies mayores, quirófano para pequeñas especies y especies mayores, área de laboratorio clínico, caballerizas y farmacia.
El Área Académica de Medicina con una superficie de construcción de 1458.23 m², en planta baja, y 2810.04 m² primer y segundo nivel; y obra exterior de 705.70 m² en plaza de acceso y 3010.91 m² en estacionamiento. El edificio cuenta con quirófano, observatorio,área de preparación y refrigeración, Central de Equipos y Esterilización (CEYE), aulas, laboratorio de escenarios clínicos por simulación, cámaras de Gesell (múltiples), y cubículos de asesorías. Las Residencias Universitarias con 1767.65 m². Cuenta conecepción, sala de espera, vestíbulo, 18 recámaras dobles y 16 recámaras sencillas.

### Instalaciones en otros municipios
En la Exhacienda de la Concepción, localidad de San Juan Tilcuautla, San Agustín Tlaxiaca, se encuentran el Instituto de Ciencias de la Salud (ICSa) y el Instituto de Ciencias Económico Administrativas (ICEA); con una extensión de 128 729.30 m² y 143 351.50 m² respectivamente. En Real del Monte se encuentra el Instituto de Artes (IA) y el Museo Casa Grande. El Instituto de Artes (IA) se encuentra en la antigua hacienda San Cayetano, con una extensión de 6492.00 m²; y el Museo Casa Grande cuenta con 1280 m².
En Actopan, las instalaciones se localizan en las afueras de la ciudad en la localidad de El Daxtha, ocupando una extensión de 49 364.94 m². En Apan, las instalaciones se encuentran sobre la carretera Apan-Calpulalpan, en Chimalpa Tlalayote. En Atotonilco de Tula las instalaciones se encuentran en Pueblo Progreso. En Tepeapulco se encuentra en Ciudad Sahagún, en instalaciones que anteriormente fueron dormitorios y oficinas del campamento de la fábrica DINA, tiene una extensión de 24 892.00 m². En Huejutla de Reyes, se encuentra en el Parque de Poblamiento Solidaridad, tiene una extensión de 49 782.50 m².
En Tepeji del Río, se ubica a un costado de la Unidad Deportiva, tiene una extensión de 40 362.67 m². En Tizayuca, está construido sobre la carretera Tizayuca – Pachuca, ocupa una extensión de 58 059.81 m². En Tlahuelilpan, esta instalado en la antigua Hacienda San Servandoo, tiene un terreno cuya superficie es de 34 527.50 m². En Zimapán, está construido en la Avenida Jorge Terán, col. Nueva Reforma de Zimapán, tiene una extensión de 81 672.00 m²; y un edificio ubicado en la colonia centro de 495.38 m² sede de Radio Universidad Zimapán. En Ixtlahuaco, Lolotla en un terreno de 2.5 hectáreas localizado en el Barrio de Santa Lucía; cuenta, en su primera etapa, con 1282 m² de construcción, y obra exterior de 2234 m². En Tlaxcoapan, en el predio conocido como “Tierra Negra” con 30 000 m², ubicado sobre la carretera Tlaxcoapan-Teltipán. En San Bartolo Tutotepec se cuenta con un edificio ubicado en la Colonia Centro, de 290 m² sede de Radio Universidad San Bartolo.

### Transporte Universitario

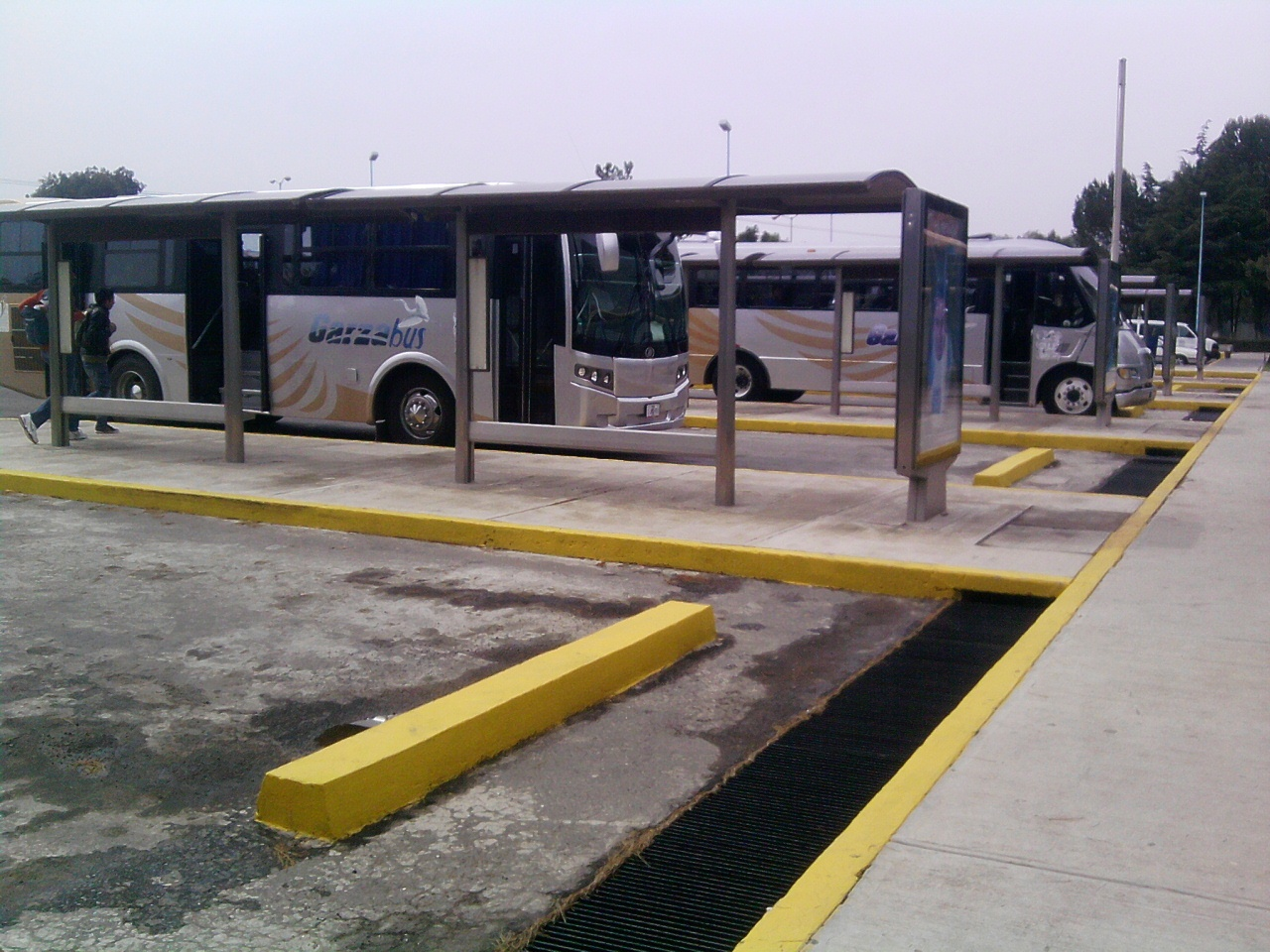
Paradero del Garzabus.

El Garzabus, es la red de transporte gratuito para estudiantes, académicos y administrativos de la UAEH; con una flota de 44 unidades. Se brinda servicio a las Escuelas superiores de Actopan, Atotonilco de Tula, Ciudad Sahagún, Huejutla, Tepeji del Río, Tizayuca, Tlahuelilpan, y Zimapán. También se brinda servicio en las instituciones ubicadas en Tulancing, y en la Zona metropolitana de Pachuca de Soto, Mineral del Monte, Mineral de la Reforma, San Agustín Tlaxiaca y Pachuca de Soto; con 11 rutas:
- ICEA - Tuzos.
- ICEA - Central de Autobuses.
- Palacio Municipal de Pachuca - IDA.
- Ciudad del Conocimiento - CEUNI - Plaza Juárez.
- Ciudad del Conocimiento- CEUNI - Central de Autobuses.
- Ciudad del Conocimiento – ICEA.
- Ciudad del Conocimiento – ICEA por Bulevar Colosio.
- Ciudad del Conocimiento - ICSa.
- Villas - Ciudad del Conocimiento.
- Ciudad del Conocimiento - Palmar.
- Ciudad del Conocimiento - Campestre.

## Cultura

### Agrupaciones
Los grupos artístico-culturales representativos de la Universidad Autónoma del Estado de Hidalgo están divididos en categorías tales como; Danza, Teatro y Música, los cuales realizan presentaciones artísticas a través de los diferentes programas a cargo de la Dirección de Promoción Cultural; se cuenta con 34 Grupos Representativos.
El Ballet Folclórico, creado en 2014; integrado por un grupo multidisciplinario de estudiantes y bailarines de la universidad y con la intención de resaltar la danza folclórica mexicana; es miembro activo de la Asociación Internacional de Folclor Latinoamericano. El Ballet Folclórico Femenil Cihuatl, creado en el año 2001; toma su nombre de la palabra náhuatl cihuatl, que significa mujer. La Compañía de Danza Folclórica Oyohualli, creada en 1978, representando el folclor hidalguense, desarrollando en el escenario sus diversas manifestaciones de índole ritual, religioso, mítico y pagano. La Agrupación de Danza Contemporánea Apokalipsis, formado en 1995 dedicado a la danza contemporánea. El Ballet Moderno Reigen, se presenta en un por primera vez el 20 de abril del año 2002, integrado por alumnos de las diferentes preparatorias e institutos. La Compañía de Danza Contemporánea Luz Corpórea, se forma en el año 2013 con egresados del Instituto de Artes.
Entre las agrupaciones de música se encuentra, la Agrupación Musical Vintage, creado en el 2013; el Ensamble De la Rumba Son surge en enero del 2016; la Agrupación Musical Mid Night Blues, creada en 2005; el Mariachi Cultural de la UAEH creado en 2012; Grupo Musical Los Clásicos, creado en 2012; Trío Cantar Huasteco, creado en 1990; Tuna Universitaria Azul y Plata, creada en 1998; Banda de Música de la UAEH, creado en 2002; Grupo de Cuerdas Raíces, creada en 2002; el Ensamble Universitario Leví, creada en 2011; la Camerata de Cuerdas, creada en 2001; el Coro Infantil, creado en 2016; el Coro de Adultos Mayores Canto y Ecos, creada en 2017.
Entre las agrupaciones de música se encuentra, Compañía de Teatro de la UAEH, creada en 2002; Compañía Titular de Teatro Dos más Cuatro, creada en 1975; Compañía de Teatro de Niños y Niñas, creada en el 2000; Teatro Guiñol, creado en 1998; Titiritero Azael Navarrete, creada en el 2000; la Compañía de Circo Contemporáneo Tótem, creado en 2012. El 29 de agosto de 1997 comenzó sus actividades la Orquesta Sinfónica de la UAEH (OSUAEH), integrada por 80 instrumentistas; anualmente realiza una temporada de conciertos en el Aula Magna Alfonso Cravioto con un aforo para 740 personas.

### Centros culturales y museos

#### Museo de Mineralogía

Museo de Mineralogía.

En 1879 se adquirieron las primeras colecciones de estos minerales, para las carreras de Ingeniero Minero Metalúrgico y Ensayista. Pero fue hasta 1894, que fueron expuestos al público. El museo cuenta con una colección de más de 1161 muestras de minerales y fósiles, del estado de Hidalgo, México y de varias partes del mundo. El museo es considerado como más antiguo del estado de Hidalgo.
El proyecto del Geoparque Comarca Minera que busca dar valor al patrimonio geológico, minero, arqueológico y cultural de la región de la Comarca Minera; fue designado de manera oficial dentro de la Red global de geoparques de la Unesco, el 5 de mayo de 2017, quedando el Museo de Mineralogía como uno de los treinta y un geositios del proyecto.

#### Centro Cultural Universitario Víctor Manuel Ballesteros

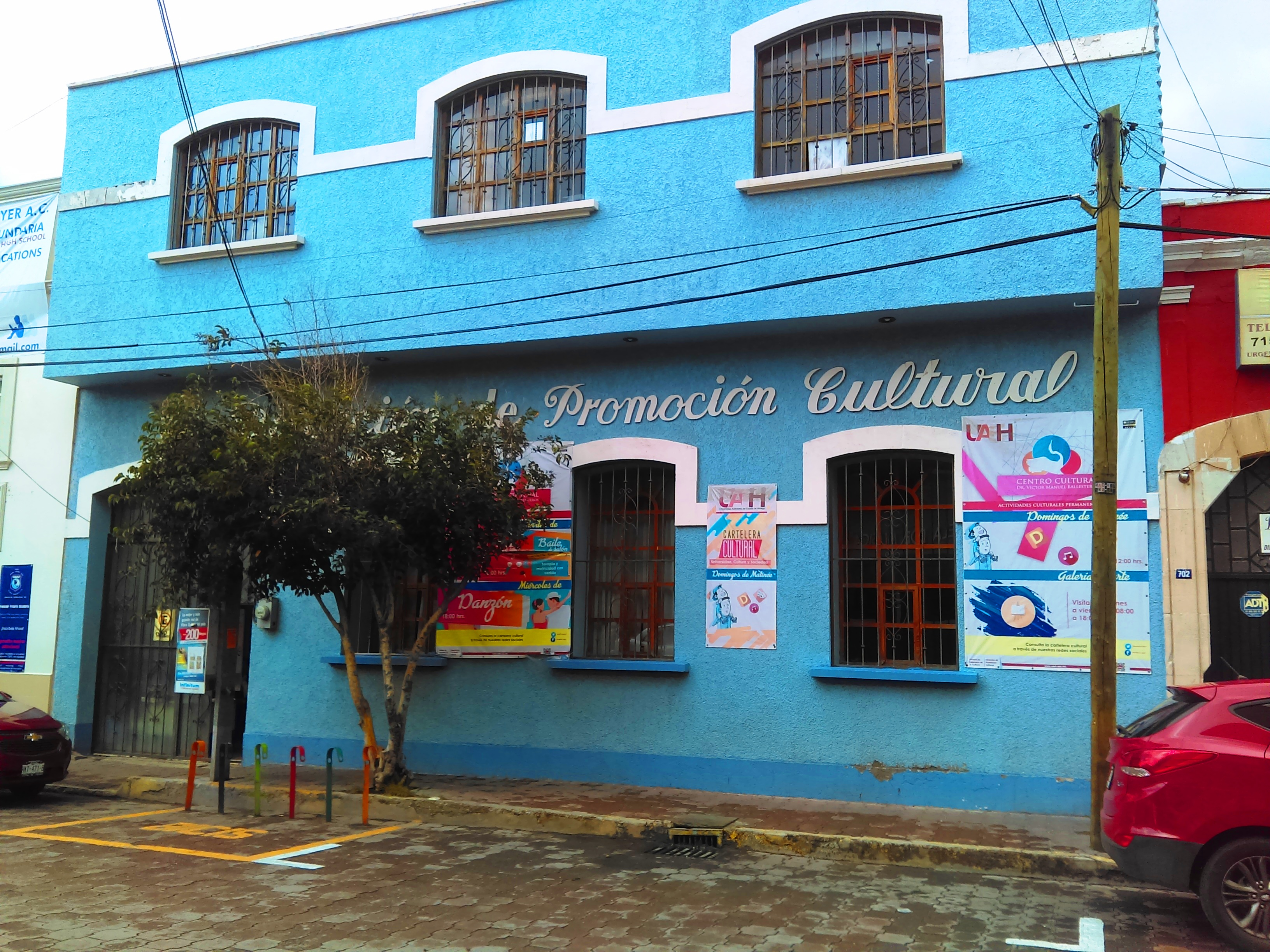
Centro Cultural Universitario Víctor Manuel Ballesteros.

El Centro Cultural está ubicado en la Calle Morelos en el Centro histórico de Pachuca de Soto, con una extensión de 437.06 m². Fue inaugurado el 1 de julio de 1993. En este centro se imparten las clases de la Prepa 1, 3 y 4, donde toman las clases de artes visuales y es una de las sedes del programa Formarte, que son todos los talleres abiertos que se imparten a la sociedad. Se imparten talleres de música (canto, guitarra clásica, saxofón, teclado electrónico, violín, violonchelo o flauta), artes visuales (dibujo y pintura para niños), teatro, literatura, arte textil (bordados mexicanos), entre otros.

#### Museo Casa Grande

Museo Casa Grande.

El Museo Casa Grande cuenta con 1280 m², construidos dentro de los cuales alberga ocho salas de exposición, área administrativa, site, subestación y servicios sanitarios. Construida entre los años 1765 y 1769, la denominada Casa Grande fue planeada con un esquema de patio central por mandato del Pedro Romero de Terreros, y terminada por la Compañía de Ingleses Aventureros de las Minas de Pachuca y del Real del Monte. En diciembre de 2007 se formaliza el inicio de los trabajos de intervención arquitectónica, consistente en la primera etapa; en 2009 se desarrolla la segunda etapa de restauración, intervención arquitectónica y obras adicionales. Este inmueble fue restaurado en su totalidad tardando 3 años y medio. Así, desde el año 2011 la UAEH concluye la restauración de Casa Grande.

### Festivales

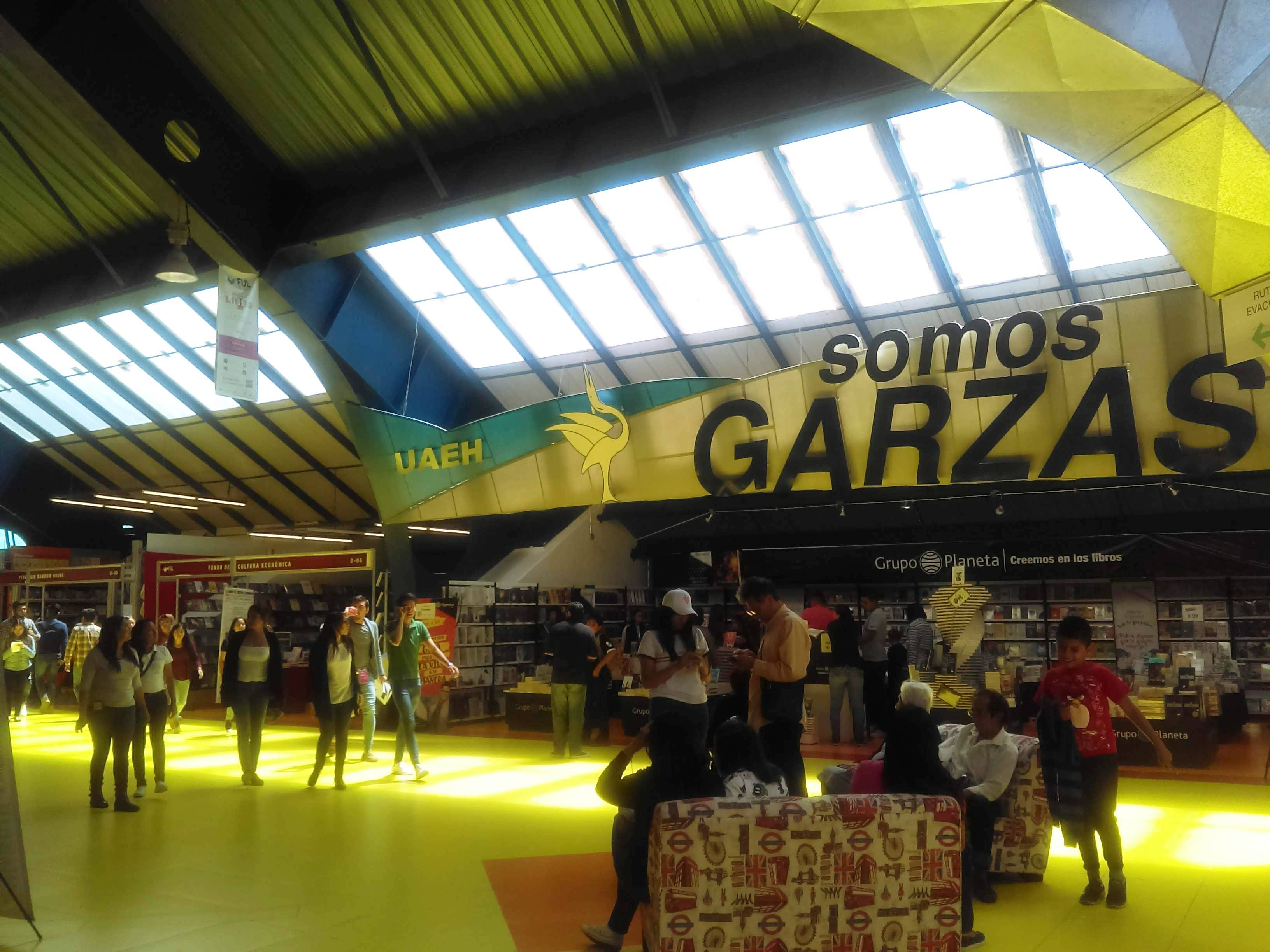
Feria Universitaria del Libro.

La Feria Universitaria del Libro (FUL), es la más significativa y grande reunión editorial del estado de Hidalgo, donde participan autores, editores, distribuidores, bibliotecarios, lectores, diseñadores, ilustradores, traductores, y talleristas. El encuentro editorial incluye un programa artístico cultural con exposiciones, conferencias, presentaciones de libros, actividades musicales y teatro. En agosto de 1987 se organizó por primera ocasión, ubicada en un principio en los portales de la Plaza Juárez, a partir de 2011 se cambia de sede al Polideportivo "Carlos Martínez Balmori" en la Ciudad del Conocimiento, Mineral de la Reforma.
El Festival Internacional de la Imagen (FINI) es un encuentro multidisciplinario para promover, difundir y apreciar la creación artística y la comunicación visual en un espacio de reflexión y debate en torno a la estética, los significados y el valor de las imágenes en sus diversos géneros, expresiones y aplicaciones. Su primera edición se realizó en 2011. El FINI convoca a artistas, estudiantes, académicos, investigadores y especialistas a exponer, a través de sus actividades, las realidades de la educación, tanto nacionales como mundiales, para buscar soluciones y promover el desarrollo de las personas y las naciones.

### Radio UAEH
La Radio UAEH o Radio Universidad (XHUAH-FM), es una estación de radio, transmite en los 99.7 MHz de la banda de Frecuencia Modulada. Inició su señal de prueba el 16 de septiembre del año 2000 y de manera oficial salió al aire el 20 de noviembre del mismo año. En 2010 paso de los 3000 a los 10 000 watts de potencia, y alcanzó a un público potencial de un millón de personas. Es la única Universidad en el estado Hidalgo que cuenta con una radiodifusora.
El 7 de diciembre de 2015, el Instituto Federal de Telecomunicaciones (IFT) otorgó a favor de la UAEH, una concesión única y tres concesiones públicas para operar igual número de estaciones de radio con vigencia de 20 años en los municipios de Huejutla de Reyes, San Bartolo Tutotepec y Zimapán. El 22 de febrero de 2017 la Radio Universidad Huejutla 99.7 FM (XHHRH-FM), inicio transmisiones. El 11 de diciembre de 2017, Radio Universidad San Bartolo 99.7 FM (HHBTH-FM), inicio transmisiones. El 4 de junio de 2018 Radio Universidad Zimapán 99.5 FM (XHUZH-FM), inicio actividades.
Otra concesión más se entregó en 2018, Radio Universidad Actopan 102.1 FM (XHPECW-FM), inicio actividades el 26 de febrero de 2019. En 2019 el Instituto Federal de Telecomunicaciones (IFT) otorgó una sexta concesión de radio pública a la UAEH, que estará ubicada en el municipio de Tulancingo, así como un permiso para un canal digital que se encontrará en Pachuca. El 30 de octubre de 2020, inicio actividades la Radio Universidad Tulancingo 91.1 FM (XHPECI-FM).
El Sistema Universitario de Radio y Televisión (SURTv), surge en el año 2018, en alcance al Estatuto General de la Institución aprobado por el H. Consejo Universitario en marzo de 2017. El Sistema está integrado por seis radiodifusoras: Radio UAEH Pachuca, Radio UAEH San Bartolo, Radio UAEH Zimapán, Radio UAEH Huejutla, Radio UAEH Actopan y Radio UAEH Tulancingo, además del canal de televisión por internet: GarzaTV.

## Deporte

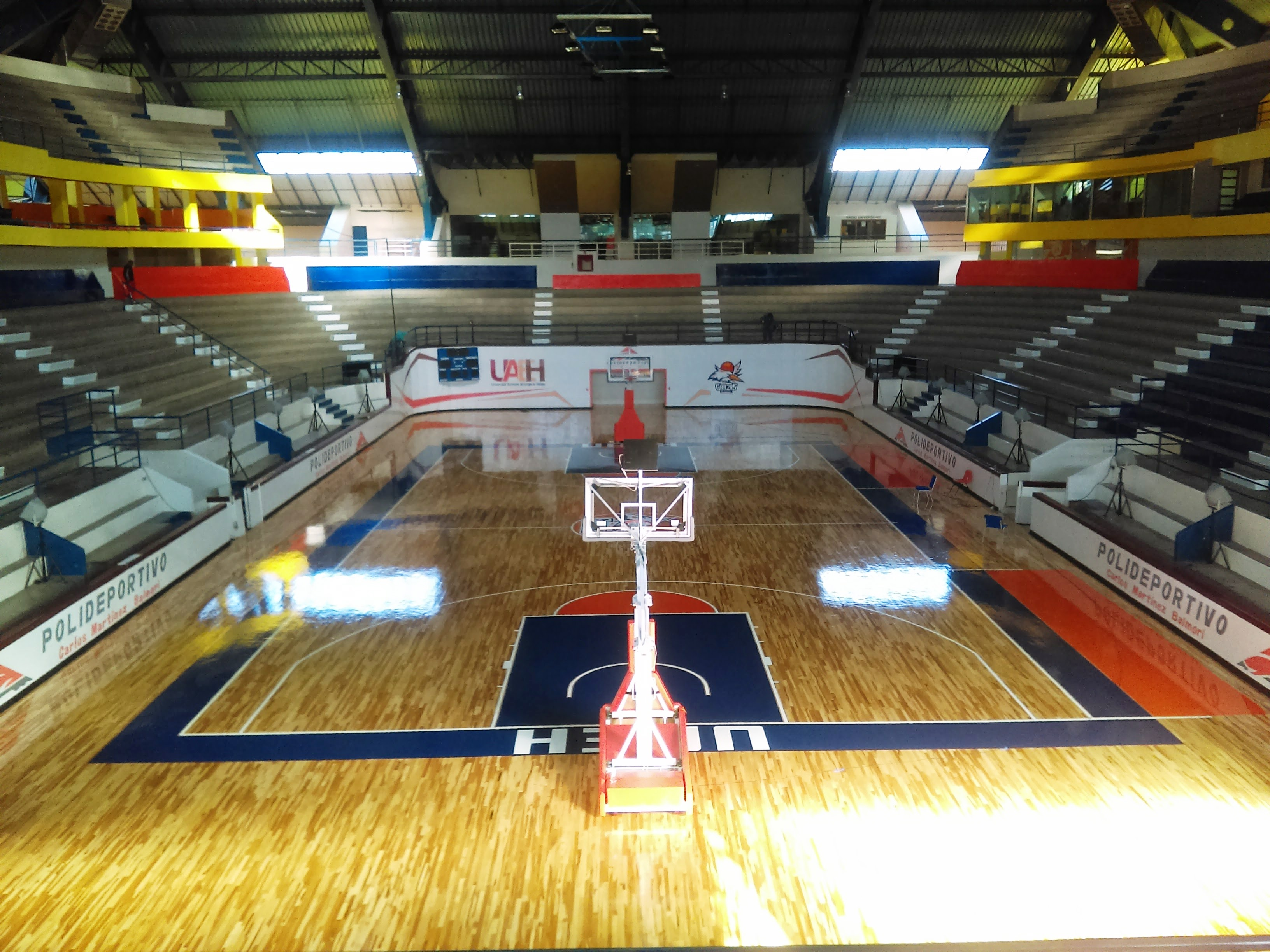
Polifórum Carlos Martínez Balmori.

La UAEH, cuenta con centros deportivos como la, Villa Deportiva Universitaria Mario Vázquez Raña; con una cancha de fútbol, con porterías para fútbol americano; una pista de tartán (semiolímpica) para atletismo; dos canchas de básquetbol; una cancha de usos múltiples; dos canchas de squash; una cancha de fútbol rápido; dos canchas de frontón; tres canchas de tenis; un salón de usos múltiples con superficie suave (“tatami”); y vestidores. El Club Universitario Real del Monte cuenta con, una alberca semi olímpica de 25 m x 8 m; dos canchas de tenis; un gimnasio; una cancha de Frontenis; y área de vestidores y vapor.
El Polifórum Carlos Martínez Balmori, fue inaugurado el día 14 de febrero de 2001. La obra consta de 9300 m², con un aforo para 6000 espectadores. Esta divididos en tres niveles: en el primero se encuentra la cancha principal, bancas de equipos, canchas de entrenamiento y calentamiento, áreas de pesas y aerobics, oficinas de entrenadores, áreas de enfermería, baños y vestidores, almacenes para equipo deportivo y para butacas móviles. Intermedio, en donde se encuentran: áreas de control y seguridad, administración, cuarto de máquinas, equipos y mantenimiento, estacionamiento cubierto y acceso para deportistas. De acceso, en el que se localizan: vestíbulo, escaleras hacia la gradería, pista de carreras, tribunas, palcos, plateas, cabinas de control de sonido e iluminación, cafeterías, áreas comerciales y de servicio telefónico, así como taquillas.
El Centro de Extensión Universitaria (Ceuni), cuenta con una alberca semiolímpica techada de 25×12.5 metros con una profundidad de 1.10×3.10 metros; áreas húmedas como vapor y regaderas, con sus respectivos vestidores; un gimnasio; cuatro canchas de tenis, dos de frontenis, una de basquetbol, otra de fútbol, una más de uso múltiples; una de voleibol de playa y una pista aeróbica de tezontle de 290 metros.
Las Garzas de Plata de la UAEH, fue un equipo profesional de básquetbol. Fundado en 1995, perteneciente a la Conferencia de Básquetbol Profesional (CBP), siendo fundador de la misma; en 1997 participa en el Circuito Mexicano de Básquetbol (CIMEBA). En el año 2000 participa en la primera temporada de la Liga Nacional de Baloncesto Profesional de México; participando hasta la sexta temporada. Para la temporada 2016-2017 el equipo regresó, sin embargo, para la temporada 2017-2018 el equipo desaparece nuevamente.
El Club Universidad Autónoma de Hidalgo fue un equipo de fútbol, fundado el 26 de noviembre de 1980, fue el equipo oficial de la UAEH, desde 1990. Disputó sus partidos como local en el Complejo Deportivo Revolución Mexicana. Después de finalizar el torneo Clausura 2017 de la Serie B de México, el equipo desaparece. Se cuenta con un equipo de fútbol americano, las Garzas de la UAEH, que juega en categorías juvenil e intermedia, que compiten en diferentes ligas del centro del país.

## Bibliográfica
- UAEH (2011). 50 Aniversario UAEH (PDF) (Primera edición). Pachuca de Soto, México: Universidad Autónoma del Estado de Hidalgo. ISBN 978-607-7528-18-0.